# 真剣で私に恋しなさい!の登場人物
真剣で私に恋しなさい！の登場人物（マジでわたしにこいしなさい！のとうじょうじんぶつ）では、みなとそふとより発売されたゲーム『真剣で私に恋しなさい!』の登場人物について解説する。

## 解説
以下の説明において出てくるマテリアルブックとは第1作の初回特典『まじこいマテリアルブック』を指す。また、公式サイトに関しては外部リンクを参照。この他、ゲストとして『君が主で執事が俺で』のキャラクターや、シナリオのタカヒロがきゃんでぃそふと時代に関わった『姉、ちゃんとしようよっ!』、『つよきす』の人物を匂わせるキャラクターが登場する。
登場人物たちの担当声優は、PCゲーム版 / 全年齢版の順で表記。変更のあったものは矢印で記す。

## 第1作より登場

### 主要人物
主人公である直江大和を除く全員に専用エンディングあり。作中では風間ファミリーと呼ばれるグループを形成している。各メインヒロインには武士テーマが設定されており、新渡戸稲造著の『武士道』で「侍に必要な5つの要素」として挙げられた「誠」、「勇」、「仁」、「礼」、「義」がそれぞれ当てはめられている。
直江 大和（なおえ やまと）
声：なし / 神谷浩史（ドラマCD版・テレビアニメ版）
本作の主人公。2月20日生まれ。身長170cm。血液型A型。落ちこぼれがばかりがいるとされる川神学園の2年F組のクラスに在籍している。
社交的で人との繋がりを大事にしており、色々なところに顔が利くが、友達と呼べるのは幼馴染の仲間に限定している人物。また、母親の影響により、ヤドカリの飼育と観察を趣味としている。父親の影響でトランプが得意で毎日の日課で特訓しており、学生にしてはそれなりの腕前で器用。そのため、賭けに細工をすることもある。
作中では軍師、公式サイトでの紹介においては参謀役とされているが、マテリアルブックでは知力より政治力が強い侍中タイプかもしれないとも言われている。軍師と呼ばれることだけはあり、作戦の立て方が上手く、その通りに動くと良い方へと進む傾向がある。人間の心理を突いた作戦や搦め手を好み、場合によってはイカサマも辞さない。その手法は正々堂々をモットーとするクリスから嫌がられることもしばしば。戦いに参加することは滅多にないが、場合によっては参加するものの実力は一般人並。いつも百代を筆頭とした武闘派ヒロインたちに囲まれて生活しているため、回避能力に優れ、殺気などの気配にも敏感である。Aの九鬼の従者部隊のルートでは糸使いの才能に目覚める。
また、マテリアルブックによれば、タカヒロがそれまで手掛けてきた作品の主人公と違い、サド気質で女子（美女）と仲良くなれるその気質はジゴロとも呼ばれるほど。作中での絶倫っぷりからAV男優の素質があるとも言われており、恋仲となったヒロインからベッドヤクザ呼ばわりされることが多々ある。
作中において百代とは姉と弟のような関係で、幼い頃に師弟（姉弟）関係を結んで以降、百代を「姉さん」と呼んでいる。また、京からは幼少時にいじめから助け出したことで惚れられており、ほぼ毎日交際を迫られては断り続けている関係。
幼少時代はかなりの「中二病」で、風間ファミリーのメンバーにたびたびネタにされていじられている。Sでは同じく中二病で性格に難のある那須与一に中二病的な説得やセリフを言って上手く意思疎通し、仲良くなる。与一に尊敬されて、「兄貴」と呼ばれるルートも存在する。
ファミリー以外に知り合いはたくさんおり、学外までいると交遊関係はかなり広い。そのため携帯電話にはメールがひっきりなしに来る。学力は学内でも上位に位置するほど良く、Sクラスに編入しても落ちこぼれることがないほど。
自宅には直江氏の家紋「三盛亀甲に三葉」が飾られているが、直江氏の子孫という訳ではなく、ネタ的な意味で飾っている。父・景清は日本の政治に失望したと海外へと旅立ち事業を興しており、他人から「逃げた」などと侮辱されると怒り出すほどに尊敬している。
顔は母親似で、SやAで2人を見た人がそっくりと言うほど顔立ちが似ている。そのため、葵冬馬や板垣竜兵といった両性愛者や同性愛者に性的な意味で迫られることがある。
アニメ版ではクリスに劇中劇「大和丸夢日記」の主人公・大和丸に声が似ていると指摘されている（アニメでは大和丸の声は大和役の神谷が兼任）。
川神 百代（かわかみ ももよ）
声：神代岬 / 浅川悠
武士テーマ：「誠」 - 嘘はつかず自分に正直
メインヒロインの一人。主人公の姉貴分。8月31日生まれ。血液型はO型。3年F組。鉄心の孫で川神院の跡取り。武器は己の拳。
作品中、全編を通して最強の存在として描かれている。マテリアルブックでは戦闘狂（バトルマニア）であり、自分の強さから対戦相手に満足できず欲求不満に陥っていると評されている。また、武芸を極めた結果、瞬間的に自身の細胞を活性化させ、肉体を自動回復できる異能の力を持っている。師匠の釈迦堂刑部からは自分と同じ戦闘狂であることで可愛がられていたが、鉄神やルーに危険視されていた。釈迦堂の破門後も戦闘狂で数々の挑戦者たちと戦ってきたがあまりにも簡単に勝ってしまうため満足しておらず、強い相手（例:本気になった由紀江）と戦いたがっている。現在まともに相手に出来る人物は少なく、相手になるのは鉄心や百代以外の四天王、九鬼財閥の執事・ヒューム等ごく一部の規格外しかいないとされている。
身体能力と肉体の頑強さも人間離れしており、特にアニメ版では釈迦堂が大和に向けて放った銃弾をデコピンで撃ち返すほど。
幼い頃から喧嘩が強く暴力にものを言わせており、大和とも喧嘩の助っ人を頼まれたことを機に友人となった。その暴力の前に大抵は屈するのだが屈しなかったのは風間翔一だけであり男として認めている。しかし、鉄神から暴力沙汰になる度にきつくお仕置きされ私欲で武術の使用は禁止されている。そのため常に退屈そうな表情を浮かべている。しかし、勝負となると生き生きとした表情へと変わる。ポリシーからか多人数で喧嘩を仕掛けてくような卑怯な相手に容赦はなく、骨を外しあらぬ方向へ曲げテトリスのように積み上げ、ふっ飛ばすなど容赦がない。
作中では学園内外で美人と評判だが、彼女の圧倒的な戦闘力の前に、男子たちからは畏怖されている。それでもその容姿と強さで男女問わず熱狂的なファンが多い。
眼鏡にかなう男がいないため恋愛対象が女に走っている。通学中は女性ファンを侍らせていることが多く、由紀江の尻を「けしからん」と視姦したり、クリスを風呂場で襲う（未遂）など、美少女だが中身はスケベ親父である。前述にもあるように、男で認めているのは風間翔一だけだが、大和が他の女子（年上）と仲良くしていると不機嫌になり、ルートによっては大和を襲うこともある。
金銭に関してかなりルーズであり、毎月主人公らを含む周りの人物から借金しては返済をしている。しかし、返済を終えると金欠になりまた借金を繰り返す悪循環。そのため工事現場などでバイトする姿が目撃されている。
Sの百代アフターでは大和と縁日でデートした時に青い金魚をもらい、「タケル」と命名して大事に飼育している。
川神 一子（かわかみ かずこ）
声：青山ゆかり / 友永朱音
武士テーマ：「勇」 - 何事にも恐れず挑んでいく
メインヒロインの一人。主人公の幼馴染みで百代の義理の妹。2月26日生まれ。血液型はB型。2年F組。通称「ワンコ」。武器は薙刀を使う。
普段から落ち着きのない性格で猪突猛進タイプ。作中ではイジられキャラ的な存在で、作品の癒し役。ワンコと呼ばれるだけあり犬のようなしぐさも見せる。師匠はルー師範代で自分と同じ努力タイプのため可愛がられている。幼い頃からの積み重ねでそれなりの強さを誇っている。釈迦堂も知っており百代とは違った特訓を受けていた。
奥手なのか、エッチな話や物品に対しては非常に敏感で、アニメ版では嫌悪を示すこともしばしば。
チームの切り込み隊長を自負しており、尊敬する百代を目標に日夜トレーニングに励んでいる。また、犬笛を聞くと10分以内に駆けつけるように訓練されており、仲間たち全員は一子を呼ぶ笛を持っている。訓練されているだけあり逃げようとしても笛の音を聞くと体が反応してしまい逃げることも出来ない。毎朝、タイヤを引きながら走り込みを行っており近接の県まで往復している。食事に気を使っており肉料理が多い川神一門で野菜を取るように主張している。
孤児だった時期があり、忠勝はその頃に同じ施設で過ごした仲。川神家に引き取られる前の旧姓は「岡本」。引き取られた頃に自分に出来ることはないかと考えた結果、川神流師範代になることを目標として武術を始めた。武術に熱心になるものの勉学は振るわず、クラスで底辺に位置しており、テストが近づく度に大和に教わって赤点を回避している。武術に関する集中力は凄いものの、勉学になると集中力が切れやすいためルーにも心配されているほど。
戦闘スタイルはスピードを生かした中距離戦。
椎名 京（しいな みやこ）
声：海原エレナ / 氷青
武士テーマ：「仁」 - 深い愛情
メインヒロインの一人。口数の少ない主人公の幼馴染み。4月13日生まれ。血液型はA型。2年F組。得意な得物は弓。天下五弓の一人。
他人に対し機械的対応なうえ無口で、風間ファミリー以外の人間と接することを極力避けている。一方で仲間（特に大和）を思う気持ちは誰よりも強い。
大和に現在進行形でベタ惚れしており様々な方法でアプローチをするが、その愛の重さ故に未だ成功には至っていない。日常会話にさりげなくアプローチを入れても日常会話で返されてしまう。クラスメイトに話しかけられれば挨拶は返すものの会話はほとんどしないが、面白いことやツッコミには敏感で会話に入ってきたり点数をつけたりしている。ツッコミの採点は厳しい。
マテリアルブックではエロ電波幼馴染と称されており、主人公の精液で強くなるという特性がある。師匠は父親で椎名流弓術の継承者でもある。天下五弓に数えられるだけあり腕は1級品。弓は特別製で射程範囲は広い。大和に褒められたりすると飛距離が伸びる傾向である。直接戦闘も専門ではない物のそこそこ強い。両親は離婚しており、現在は不仲である（嫌いというわけではない）父親の元を離れて寮で暮らしているものの、大抵は大和の部屋に入り浸っている。夜になれば布団にもぐりこんで色仕掛けをすることもあるが逃げられるか断られている。朝は大和を起こすために訪れ挨拶と告白するのが日課となっている。
一子とは反対にエッチな話題や物事には非常に貪欲。アニメ版では大和が部屋に隠しているエロビデオの場所や彼が尻フェチであることを見抜いている。
普段は適当に生きており、所属している弓道部もサボりぎみである。また、壊れた味覚の持ち主で、家事はできるが京自身が度を越した辛党のため、作る料理すべてが激辛になる。弁当でもご飯にはトウガラシが振りかけられて真っ赤である。そのため、料理することを禁止されている。実際、罰ゲームで料理を食べた岳人が2週間も入院する有様である。
大和に惚れたのは小学生の頃に周囲から陰湿ないじめを受けていたところを助けられたのがきっかけで、風間ファミリーともこの頃に知り合うこととなる。隣県に引っ越すことになった際、金、土、日曜日にファミリーと遊ぶために集まることを約束した。これが現在も続く「金曜集会」の始まりである。集会では本を読むなどしてくつろいでいる。
風間ファミリーや金曜集会には前述の恩がある為かファミリーの中でも依存と言えるほど重きを置いており、それらを侮辱したり危害を加えようとする者には激しい怒りを見せる事も。
黛 由紀江（まゆずみ ゆきえ）
声：九条信乃 , 遥そら(A-2) / 後藤邑子
武士テーマ：「礼」 - 他人に対する思いやり、優しさ
メインヒロインの一人。北陸加賀出身の武家の流れを汲む旧家の娘。10月26日生まれ。血液型はAB型。1年C組。国から許可された愛用の日本刀を常に帯刀している。
武家の末裔で、風間ファミリーの最後の参入者にして最年少。地元では周囲から尊敬と畏怖の念をもって接せられたためか2歳下（学年は1つ違い）の妹の沙也佳（声：木村あやか）と違い友達が出来ず、地元から遠く離れた川神へとやって来て主人公たちと出会った。父親手作りの喋る黒い駿馬の携帯ストラップ「松風（まつかぜ）」は幼少の頃に先の理由により1人でいた際、松風に付喪神が宿って人の言葉を喋るようになったと言い張るが皆からは腹話術で会話しているとバレている。師匠は父親。
「剣聖」や「幻の黛十一段」などの異名を持つほど名の知れた剣士を父に持つが、由紀江の実力は既に父より1段階上の領域まで達している（作中でもその戦闘能力を評価される場面が多い）。居合いを得意とする。北の武神・橘天衣を倒したとして武道四天王の一人として数えられている。本気になるとかなり強く、百代と渡り合える数少ない一人だが友人であるため普段は自制している。
前述の特別視されていた過去から他人と話すことが苦手。そのため知らない人と会話しようとすると緊張してしまい支離滅裂な言動に走り、相手を困惑させてしまう。また緊張して話す際の顔があまりにも怖いため相手が逃げ出すなど問題がある。一人ぼっちの時間が長かったために身に付けた「荒技」でもある松風との会話が「変な人」の烙印を押され避けられており、また常に真剣を帯刀していることで恐れられているのも原因。ただ、ファミリーの中でも一級品の家事の腕前を持ち、料理も得意。
本来ならS組に入れる実力があり勉強はかなり出来る方である。S組に入らなかった大きな理由は争いごとが嫌いなため。小杉にそのことを指摘された際に笑って誤魔化した。友人がピンチになると強気に出る傾向があり、弱気な彼女から想像できないほど。素手でも十分に強く、小杉に伊予を馬鹿にしたとして素手での決闘を申し込み開始と同時に一瞬で決着をつけたほど。
松風として喋るときは本来の性格よりも毒舌な口調となり、アニメ版では板垣天使を「DQNネーム」呼ばわりして、彼女を激怒させ、隣にいた大和と京を呆れさせてしまう一幕も見られた。腹話術であるため声優も同一であるが、アニメ版にはおいては黛由紀江と松風のラインを2つに分けての録音ではなく、一気撮りで収録が行われている。
クリスティアーネ・フリードリヒ（Christiane Friedrich）
声：三咲里奈 / 伊藤静
武士テーマ：「義」 - 正しい道を進む、芯の強さ
メインヒロインの一人。川神市の姉妹都市・ドイツのリューベック市 から2-Fにやって来た留学生。10月26日生まれ。血液型はA型。通称「クリス」。武器はレイピア。
騎士道精神に重きを置き、真っ直ぐで礼儀正しいが反面、負けず嫌いでプライドも高く自分自身の考えを曲げない頑固な性格。曲がったことや卑怯なことは嫌いで大和の作戦に反発したりもする。しかし、軍の作戦でも心理を逆手に取ったものがあることを指摘されると渋々ながらも認めるようになった。喧嘩はするものの仲は良い。間違ったことは素直に認め謝罪するなど素直で礼儀正しい。
直情的な性格ゆえデリカシーに欠ける部分があり、マテリアルブックではKYと言われている。父から溺愛されて育ったため、世間知らずでかなり欠点も多い。彼女のルートでは付き人なしでの寮生活をするように強いられ、過保護に育てられたため難航していたが、日数を重ねるにつれてこなせるようになっていった。寝起きがかなり悪い。部屋にはぬいぐるみが大量にあり、ことあるごとにプレゼントされている。また、城に造詣がある。休日になるとマルギッテが泊まりに来ることを楽しみにしている。
好きなものはぬいぐるみ。好物は稲荷寿司。日本に来てからは温泉にハマっている。また、時代劇の影響から日本を未だに武士の国だと思っている。騙されやすく、「○○は（が）日本の文化だ」と言うとすぐさま信じてしまう。初登場時は馬に乗って登場しクラスを騒然とさせた。エッチな話題は苦手で顔を赤くして話を逸らそうとする。話に慣れてくると強気に出ようとするが京らに言い負かされてしまう。
入学早々に一子に決闘を申し込まれ勝負することになり、勝利を収めた。それが原因か一子と度々意見が食い違うなど衝突も多々ある。一子を「犬」と呼んでいるが、武術の実力は認めており互いに背中を預けられる程になる。
父親が軍人であるため銃火器に詳しいことがアニメで明らかになった。
まじこい本編で話の流れからアフターがなかったため、Sでは「アフター＋アフターS」という他の4人と比べても少々内容が多めになっており、大和と共に復学するところから開始される。
ドイツ人であるがマルギッテと同じくドイツ語をほとんど喋らないことを指摘されており、喋った際はキャップなどに驚かれることもある。
京ルートでは、終盤にて彼女が京の一番の親友的な立ち位置まで発展する。
風間 翔一（かざま しょういち）
声：富士爆発 / 小西克幸
主人公と同じクラスの親友であり、「風間ファミリー」と呼ばれる集団のリーダーである。主人公の親友。12月12日生まれ。血液型はAB型。通称「キャップ」。川神学園のイケメン四天王、エレガンテ・クアットロの一人として数えられている。父の風間翼は世界を旅する冒険家。母は慧子。
感性のまま自由に生きることをモットーとし、マテリアルブックでは「いつまでも心は少年の冒険家」と評されている。その無垢さゆえに天性のカリスマがあり、翔一が登場または発言することにより大抵の揉め事は解決する。桁外れの豪運の持ち主でカジノで大勝ちしたり、部屋がパワースポット化するほどである。よく賭博目的で自転車で遠征する。マテリアルブックによると彼のエピソードの多くはタカヒロの知人の実話をモチーフにしている。幼少時代、百代にボコボコにされながらも「リーダー」の座は決して譲らなかった。格闘の実力自体は喧嘩慣れした一般人というレベルだが、豪運や各地を駆け回って身に付けた脚力が実力以上に発揮される事も。
なお、暇という言葉に縁のない人間でもあり、特にSの京アフタールートでは無期停学（これは京への理不尽な指導をする綾小路に怒った大和と一緒に「お仕置き」した責任を一人で被ったため）になったのを良いことに父と共に冒険に繰り出すなど、準をして「おとなしくしてる奴じゃねーだろ」と言わしめるほどにアグレッシブ。
恋愛にはまったく興味がないが百代ルートおよび、それをもとにしたコミック版では百代にふとしたことで惚れてしまうが、ゲーム版では川神大戦後だが、コミック版ではその前と変更されている。ただし、Sのアフターでは、振られたことを引きずっている様子はない。
ファミリー以外の友人関係は大和と同じく誰とでも仲良いが、同じ寮の源忠勝や食べ歩き仲間である熊飼満とは特に仲が良い。
島津 岳人（しまづ がくと）
声：ボブ松沼 / 草尾毅
通称ガクト。8月1日生まれ。身長188cm。血液型はO型。2年F組。長身で筋肉質、チーム内では力仕事を担当。一人称は「俺様」。
単純な性格で熱血馬鹿ゆえに情に脆く心優しい。常に女の子にモテたいと思って行動しているのだが、欲望剥き出しのスケベなうえ無駄に筋肉を強調するような格好をするため女子には敬遠されている。恋愛対象は年上のみ で、年下には一切興味がない為に全くスケベ心が出ず、頼りがいがあるように見える為年下の女の子からは好かれることがある。帰宅部で家に帰るとジムへ通って自らを鍛えている。かつて罰ゲームで京の料理を食べさせられたために二週間も入院したことがある。
格闘の実力は武士ヒロインらが多い為目立たないものの一般人の部類としてはかなり強い方で、腕力だけなら川神学園男子最強レベル。武器は使わず素手で戦い、プロレス技など豪快な戦法が得意。ヒロインらに毎日のように遊ばれているため打たれ強い。タフであるがため誘導役の囮を買って出る事が多い。
ファミリー以外の友人関係では、同じスケベ仲間である福本育郎と仲が良い。またSからは同じパワーファイターである天神館の長宗我部宗男とも意気投合する。
A-1のあずみルートにおける未来では、九鬼の営業職に就いていたが、力を見込まれて従者部隊の一員になる。序列は888位。
師岡 卓也（もろおか たくや）
声：真狩千平 / 鈴村健一
主人公の友人の一人で、漫画やアニメ、ゲームなどに詳しいオタクである。通称「モロ」。3月21日生まれ。血液型はA型。2年F組。チームの中で数少ない常識人ゆえにか、自然とツッコミ役を担当するハメに。女性と仲良くしたいと思っているが、仲間以外の女性とは目線を合わせることも出来ずにいるシャイな性格。
京に想いを寄せており、ファミリー内で意見が食い違ったときには京の味方をする。また、大和が京以外のヒロイン・ルートでは京を気遣い、声をかけたり、京にいいところを見せようと危険なことに首を突っ込むこともある。京ルートでも「京が幸せであればいい」と考えている。
仲間内では温厚で良識派だが外ではキレやすいタイプで、誰であろうと仲間を傷つける者には激怒し残酷になる。『オータム』というアニメが気に入っている。ある事件を通して自分も役に立てることをしたいと思うようになり、変装技術を身につけたいとして演劇部に入ることを決める。彼がカツラをかぶると男達が即ナンパするほどの美少女になるが、本人に自覚はなく、知人からは「モロ子」と呼ばれている。髪フェチなところもあり、女性の髪の毛にこだわりのあるような会話（髪の毛を持ち帰る等）をして周囲から引かれることもしばしばある。
ファミリー内で最も弱く、戦線に加わることはまずないが大和の後方支援などの補助の役割が多い。パソコンを使い情報収集、状況分析したりと大和の作戦に一役買っている。
ファミリー以外の友人関係では、大串スグルと仲が良い。またSからは天神館の大村ヨシツグとも友人になった。
A-3のステイシールートにおける未来では、劇団に所属し、舞台の稽古をしながらアルバイトをする生活を送っている。稽古は深夜まで続くため、疲労で倒れそうになる事も。また、同じ劇団に所属する女性と一緒に買い物に行くほど、シャイな性格は改善されている模様。

### 2-F
主人公が所属し、問題児だらけのろくでなし集団や無頼のクラスと呼ばれるクラス。
小笠原 千花（おがさわら ちか）
声：芹園みや / 西沢広香
専用エンディングあり。川神院に通じる仲見世通りに軒を構える和菓子屋の娘。7月20日生まれ。血液型はB型。
クラスのアイドルで男子からモテている。クラス委員長の真与とは仲が良い。思慮が浅く男(イケメン)を求める軽率な言動が目立つ傾向のある今時の女の子。そのせいか羽黒黒子とも仲が良いが、大串スグルとだけは非常に仲が悪くスイーツ と呼ばれており、ことあるごとに口論が絶えない。また、ヨンパチからはパンチラ写真のカモにされている。
甘粕 真与（あまかす まよ）
声：鮎川ひなた / 阪田佳代
専用エンディングあり。2-Fのクラス委員長。4月10日生まれ。血液型はA型。
一番身長が低くクラスのマスコット的存在。千花と仲が良くよく2人でいる。見た目は小学生であるが、クラスで一番誕生日が早いため本人は自分がお姉さんキャラであると信じており、世話焼き。両親共に家事が出来ないため、家事一切を引き受けている。
大変な努力家で成績も5位以内を維持しているが、実は親の事業失敗から極貧生活を強いられており、奨学金で入学し、成績優秀による援助金で家庭を支えている。さらには弟達までも新聞配達のバイトで家計を支えるなど、とことん苦労人気質。
福本 育郎（ふくもと いくろう）
声：山口勝平
常にカメラを持ち歩いている写真屋の息子。9月30日生まれ。血液型はB型。通称「ヨンパチ」。
マテリアルブックでは真性の変態と評される。色々な女子の情報に精通しており、盗撮が得意。ただし風間ファミリーのヒロインに関してはスキがないため毎回撮影に失敗している。家が写真屋であることも手伝って、常にカメラを触っているため決定的瞬間を取り逃すことはない腕前。力がないため喧嘩はからっきしで、頭も悪く成績もかなり下。だがエロ絡みになると執念とも言うべき異常な力を発揮するため男子からは一目置かれている。逆に（寧ろ当然なのだが）女子からは「変態の猿」と呼ばれて忌避されている。将来の夢は「女体専門」のカメラマンで、ヌードカメラマンを尊敬している。挙句にはクリスマスなどの大きな行事で子供が集まりそうな場所にエロ本をばらまいて、第二第三の自分を育てようと目論む、底なしの変態。
作中では岳人とは仲がよく、「ヨンパチ」というあだ名も岳人につけられた。
モテない男子達の集まり「魍魎の会」の会長を務めており、何かあった場合は自分が全ての責任を負うことになっている。内容は隠し撮りした写真やお宝の競売でそれなりの売り上げを誇っている。
クリスルートでは新しい世界へと旅立ってしまう。
熊飼 満（くまがい みつる）
声：山田葵 / 飯塚昭三
体が大きく「クマちゃん」の愛称で呼ばれている男子。5月4日生まれ。血液型はA型。食に通じており、料理も上手い。授業中でも何かを食べているときがあり担任の小島からはときどき注意されており普段は温和だが空腹になると暴れだす。クラスの中では食べ歩き仲間である翔一と仲が良く、大和もグルメ情報を仕入れる時は頼っている。川神市のおいしい店はほぼ網羅しており、使っている食材からおおよそのカロリーも算出できる。料理の腕も確かで皆に振舞うが自らは食べず、おいしいものを探求するのが自分と言い張る。アニメには登場しない。
源 忠勝（みなもと ただかつ）
声：野牛博 / 諏訪部順一
主人公たちと同じ島津寮で暮らしている男子。1月30日生まれ、血液型はO型。通称「ゲンさん」で川神学園のイケメン四天王、エレガンテ・クアットロの一人として数えられている。元々は孤児だったが宇佐美に引き取られ現在は学校が終わると代行業の手伝いをしている。趣味は料理と裁縫で、その家事スキルは高い。一匹狼的な気質で、翔一や大和から風間ファミリーに誘われているが仕事もあり断っている。タカヒロ曰く超ツンデレ。
なれ合いを嫌うぶっきらぼうな言動だが、文句を言いつつも質問にはきっちり返事をするなど意外に律義な性格。大和の隣室で常に騒がしいのが目下の悩み。料理をする際もツンデレなセリフを言いつつ大和らの分も作るなど優しい面も持つ。
一子と同じ孤児院出身で妹のように思っている。いつも心配しており、仕事の合間を見ては見守ることも多く、いつしか好意を抱くようになっていた。本編ではルートにより風間ファミリーに参入する場合があり、Sではその後の未来も描かれている。
大串 スグル（おおぐし スグル）
声：間々田司 / 飛田展男
2-Fの筋金入りのオタク青年。6月15日生まれ。血液型はA型。恋人は二次元の美少女と恥ずかしげもなくいうが、これは過去のある出来事が原因で現実の女性を嫌悪するようになったのが原因。お気に入りアニメは『オータム』で学校内外でよく卓也とアニメやゲームの話をしている。オタクを嫌悪している小笠原千花との仲は最悪で、彼女とは何かにつけて口論が絶えない。
オタク趣味からかパソコンやネットの知識や技術が高く、クラス戦では意外な活躍を見せる事も。
羽黒 黒子（はぐろ くろこ）
声：華田英夫 / 藤田圭宣
2-Fの女子生徒。3月6日生まれ。血液型はB型。悪役レスラーの娘でプロレス技が得意なため、運動神経の良さが取り得だが、その反面、学力がとても低く、勉強が全く出来ない。またその格闘の実力もあくまで一般女子の中では強いというレベルで、武士ヒロインには到底かなわない。
お世辞にも良いとは言えないガングロギャルな見た目とは裏腹に男性経験豊富で噂話が大好きな上にイケメンをゲットしようと躍起になっている。
2-Fがろくでなし集団と呼ばれるのは、彼女のような生徒が多々いるせいである。
小島 梅子（こじま うめこ）
声：猫魅愛 / 勝生真沙子
専用エンディングあり。2-Fの担任教師で歴史担当。1月7日生まれ。血液型はA型。弓道部の顧問も務める女教師。28歳独身、恋人無し。生徒指導には本物の鞭を使って「教育的指導」と称した実力行使を行うため、生徒たちからは「鬼小島」と呼ばれ恐れられ、その指導に激怒した保護者や教育委員会から何度か免職の請願が届いたほど。その一方でその教育的指導を受けた者がマゾヒズムに目覚めてしまうことがほとんどで、それ故か特に（目覚めてしまった）男子生徒には密かに人気があるため、彼らからの嘆願のお陰で免職を免れて来ている。小島流鞭術の使い手であり、外国へ修学旅行に行った際に一振りでクラスの実力のあるメンバー以外は全滅させるほど戦闘能力は高い。
宇佐美にアプローチを受けているものの「結構です」と毎回一蹴しているが、婚期の遅れは気にしている模様。実は年下好み。

### 2-S
Sクラスは川神学園の特別進学クラスで、成績が学年50位以下になると在籍できなくなるという完全実力主義を敷いている。そのせいなのか選民思想の強いエリートが多い。金持ちも多いため作中では「服装がフリーダムすぎ」「季節感が感じられない」と準から言われている。
九鬼 英雄（くき ひでお）
声：仲達 / 中村悠一
九鬼財閥の御曹司で2-Sのリーダー。8月7日生まれ。血液型はB型。姉に『君が主で執事が俺で』に登場する揚羽、妹に紋白（Sから正式登場）がいる。一人称は「我」で、語尾に「～である」をつける。
マテリアルブックでタカヒロから大金持ちが出てくるとストーリー展開上助かると語られている通り、作中では度を越した財力で暴れまわる。一子に惚れており、クッキーを送るなどアピールを行っているもののどう見ても常識を逸脱している為、一子はどうしてよいか分からないでいるため気持ちが伝わっているとは言い難い。そのため、一子が所属する主人公グループを目の仇にして、何かと突っかかる。
移動の際はあずみに人力車を引かせている。2-Sの委員長。友人である冬馬の意見に耳を貸すがそれ以外は意見を聞こうとしない。そのため心から苦手とされている。学園に多額の寄付を行っているため自由な服装をしている。
武道の腕は中国拳法を護身としてかじっており普通の人には到底相手に出来ないが姉には劣り、それを補って余りある政治や商売などに対する才能を持つ。
自らを人の上に立つ存在として疑っておらず、全ての川神学園生に対して威圧的だが、曲がった事が嫌いで「上に立つ者として民の幸せを願う」という強引だが真摯な親切心も併せ持っており決して嫌な人間ではない。また兄弟思いな一面もある。
忍足 あずみ（おしたり あずみ）
声：マルコ / 亜城めぐ
英雄に仕える万能メイドにして、九鬼家の使用人たちの統括役を務める。5月26日生まれ。血液型はAB型。何故か英雄に本気で惚れ、メイドであることを強く意識しているため、学園でもメイド服を着用している。「メイドモード」と「通常モード」の2つのモードがあり、英雄がいない場では「通常モード」に切り替わる。通常モードでは一人称が「私」から「アタイ」へと変化し、他の者に対しては気が強くて腹黒くなり、目つきや顔つき、性格までもが悪くなるなど、完全に地が出る。これについては英雄には秘密にしており準などが言ったりするもののすぐメイドモードに切り替えるためバレていない。
九鬼家の従者部隊の1位であるが、これは若手育成の方針の一環で11番だったところから格上げされた。
風魔の末裔であり、戦闘では小太刀を用いた二刀流を得意とする。風魔であることは秘密にしており技名を発する際の忍足流という流派は存在しない。また、傭兵部隊に所属していたことがあり、そのときの上官は『きみある』の大佐（田尻耕）。戦場では「女王蜂」の異名を持つ。
年齢に関する話題を触れられるとすぐキレる。なおSの本編とマテリアルブックにより29歳であることが判明した。
まじこいAにてヒロインに昇格し、A-1に登場する。Sの紋白ルートで大和が紋白の専属従者になりながらも紋白とは恋仲にならなかった「メイド達との未来」から話が始まる。あずみのシナリオは大和が社会人になるため、時系列としては最長となる。
葵 冬馬（あおい とうま）
声：浅野要二 / 遊佐浩二
川神市で一番規模の大きな病院・葵紋病院の跡取り息子。12月25日生まれ。血液型はA型。ハーフ。学年首席でルックスもよいため、女子からは人気が高い。バイセクシャルであり、お気に入りは大和。川神学園のイケメン四天王、エレガンテ・クアットロの一人として数えられている。2-Sの参謀。将来はいずれ親の後を継ごうとしている。
飄々としており掴みどころの無い性格で、特に学内では大和のライバルでクラス戦などでは大和と同等以上に綿密な作戦を張る。ただ頭が良いだけではなく大和と同じで正攻法だけでなく、搦め手やイカサマにも通じている。とあるルートでは黒幕として立ち塞がる。Sではその要因が排除されたため、平穏な学生生活を送っている。
榊原 小雪（さかきばら こゆき）
声：北都南 / ひと美
公式サイトでは一人でフラフラしている謎多き美少女と紹介されている。7月1日生まれ。血液型はA型。一人称は「僕」。準や冬馬と仲がよく、好物のマシュマロをくれるあずみの言うこともよく聞く。よく準に手作りの紙芝居を披露しているが、その紙芝居はバッドエンドが殆ど。
大和とは幼い時に出会っており、過去のある出来事から因縁がある。
テコンドーの使い手で足技が主体。かなりの使い手でクッキー 第2形態が破壊されるほど。
DVを受けて育ち、母親に首を絞められた際返り討ちし、フラフラしていたところを冬馬らに発見され、葵紋病院で働く看護師の養子となった過去がある。そのため、冬馬と準とは幼なじみで彼らからは「ユキ」と呼ばれている。3人でいることが多い。
Sでは大和と恋仲になるルートも存在（このルートでは母親の虐待が発覚し親権剥奪となり葵紋病院に来たことになっている）。Sのクライマックスとも言えるストーリーが展開される。タカヒロはSのマテリアルブックで「小雪を幸せにできてよかった」と語っている。
井上 準（いのうえ じゅん）
声：ほうでん亭センマイ / 杉田智和
公式サイトでは2-Sのツッコミ役と紹介されている。10月7日生まれ。血液型はA型。成績優秀、スポーツ万能、料理も得意。昼寝をしている間に小雪に悪戯され髪の毛をすべて剃られてしまってから、それを気に入りそれ以降はスキンヘッドで通している。渾名でもある「ハゲ」と呼ばれても「ハイハイ」と応じるなど心が広く、S組では珍しく常識人に見えるが、強烈なロリコンであるため、いわゆるノーマルな女子からの告白を悉く断っている。だがスグルの様に対象外を嫌悪する事は無く人当たりは良い。F組と常識的に取り合う唯一のS組生徒。特に甘粕真与の事がお気に入りであり彼女を「見守って」いる。真与を遠くから微笑ましく見つめる様は怪しいを通り越して「キモい」の一言を放つ者さえいる。親が葵紋病院に勤めているため冬馬とは小さい頃から付き合いがある。親が副院長を務めておりその関係で冬馬を「若（わか）」と呼ぶ。将来はいずれ親の後を継ごうとしている。百代と2人で校内放送のパーソナリティを務めている。冬馬や小雪の弁当も作っており、意外に家庭的。
Sでは紋白に一目惚れし、すぐに忠義を誓うなど、ロリコン度が増している。またA-4では公孫勝にも熱い視線を送っていた。
なお、小雪に剃られるまでは少々天然パーマだったらしい。
マルギッテ・エーベルバッハ（Margit Eberbach）
声：かわしまりの / 瑞沢渓
軍人の家系に生まれ、名家であるフリードリヒ家に修行に出されている。3月14日生まれ。21歳。血液型はB型。武器はトンファー。クリスからは「マルさん」の愛称で呼ばれている。
軍での階級は少尉で「猟犬」の異名を持つ（ただしA-5では、階級は准尉となっている）。あずみとは戦場での知り合い。能力によって人を見下すタイプ。優秀であるが故に、自信過剰で他者を侮り軽視するクセがある。モチーフは仮面ライダーキバの名護啓介。学園に多額の寄付をしたため軍服での登校を許可されている。
クリスに対しては「お嬢様」と呼び甘やかしており、クリスにとって姉のような存在。左目に眼帯をしているが、これは自らの強さに対するハンデとして付けているだけで、目に異常を抱えているわけではない。眼帯を外すことで抑えられていた強さを発揮する。軍の命令で百代との戦闘を禁じられているが、百代と同じ戦闘狂でもある。土日にクリスの元へ泊りに訪れている。
Sではメインヒロインに昇格。強い軍人気質から男勝りの生き方をする分、「女の子」として接されると弱い一面が追加されている。また、生卵と卵白が好きで犬が苦手という設定も追加された。
大和が「可愛い」と褒めるとすぐ照れるので、チョロいという印象があるが、それは大和とマルギッテの相性がとても良いからであって、決してチョロいわけではない。
A-5にも登場し、後日談が描かれる。
不死川 心（ふしかわ こころ）
声：雅弥はるか / 水橋かおり
名家の娘。7月2日生まれ。血液型はO型。
その生まれから異常なプライドの高さを持つがS組の弄られキャラかつヘタレであり、マテリアルブックでは最強のヘタレクイーンと言われている。好きな食べ物は、うどん。何があっても敗北を認めず勝負に負ける度に「覚えておれー!」と泣いて逃げていく。見かけによらずインファイターで柔道を幼い頃からやっておりその実力は全国区という折り紙つきだが、風間ファミリーの武士ヒロインには及ばず、大和や準にも口で負けてしまう事が多い。
公式サイトでは「家柄によって人を見下すタイプ」と紹介されており、大財閥である九鬼家すら不死川家より格下だと思っている。一人称は「此方」（こなた）。口癖は「〜なのじゃ」。家の名声のおかげで着物で登校することを認められている。勉学はSクラスで中ごろで成績が下がると何かと言い訳する。
趣味はぬいぐるみ作りや影絵などの一人でも楽しめるもの。由紀江ルートでは彼女の友人となり、大和とも共闘した結果、好意を抱くようになった。
Sでメインヒロインに昇格。「家柄によって人を見下すタイプ」という紹介はSの公式でも健在で、あり得ないレベルの利己主義者。その性格ゆえに対人コミュニケーション力には乏しいらしい。
Sではその他者を見下す性格に見かねた大和が協力して、徐々に性格を軌道修正していく。
宇佐美 巨人（うさみ きょじん）
声：嶋和成 / 中田譲治
川神学園で教育の一環として取り入られている「人間学」の教師。9月6日生まれ。血液型はB型。35歳。
ダメ中年の見本であり、主人公のアドバイザー役として書かれているキャラクター。腕はあるので特進クラスの2-Sの担任に抜擢された。本職として代行業を営んでおり、後継ぎとして孤児であった忠勝の面倒を見つつ、鍛えている。
梅子にアプローチしているもののまったく振り向いてもらえない（梅子が年下好きで、宇佐美のような男は受け付けないため）。おまけにキャバ嬢も口説いているため、いつも金欠状態。
昔はそれなりにやんちゃしてたらしく実力はそれなり。ただ年齢もあり全盛期より劣っている。
大和の父と雰囲気がどことなく似ており、大和が巨人に少し懐いているのはそのためらしい。
まじこいA-1では大和、弁慶とつるんで空き教室でのんびりする事を日課にしている。

### その他
クッキー (Cookie)
声：緒方恵美（第1形態）、ほうでん亭らっぱ（第2形態）、肝付兼太（第3形態）、田辺美沙（第4形態）、立木文彦（第5形態） / 緒方恵美（第1形態）、福山潤（第2形態）、肝付兼太（第3形態）、田辺美沙（第4形態）、立木文彦（第5形態）
本作品のマスコット的なロボ。『きみある』に登場したデニーロに対抗して九鬼財閥が作り上げた。元々は英雄が一子にプレゼントしたものだったが、一子には不要なものだったため、現在は翔一を主人としている。主に翔一の部屋に居る。金曜日には集会場におり、掃除や留守番をしている。自分の手入れをしてくれる京を大事に思っている。
充電に時間はかかるものの意外に多機能で高性能。内蔵の冷蔵庫で飲み物を冷やしたり、ポップコーンを作ったりとファミリー内で重宝されている。他にもネット接続や電源、テレビ、CDの再生など多様。元々は軍事用に作られた物を英雄が払い下げた物。
基本の第1形態は世話好きな性格だが妙にプライドが高くキレやすい。キレると度々戦闘モードでお仕置きしてこようとする。
用途に合わせて総計108段階に変形することができ、第1形態はお使えロボ、第2形態は戦闘モード、第3形態は交渉モードとなっている。第2形態の必殺技は「クッキー・ダイナミック」。武器はスタンガンとしての目的に使用するビームサーベルであり、殺傷能力はないが、建物などの無機物を斬ることはできる。
他のルートではパワーアップしたサイコクッキーなどが登場するが、これを倒すなど戦闘能力は高いとみられる。だが、第2形態は燃費がすこぶる悪い。また、興奮したりキレたりするとすぐに第2形態に変形する傾向がある。
なお、アニメ版では第2形態時に水守紗姫によって機能をハッキングされてビルから転落し、自壊に追い込まれた。その後、風間ファミリーによる回収を経て九鬼家で修理改良され、巨大ロボモードの第5形態「汎用高機動決戦兵器・クッキー5」に変型が可能になった（デザインは森木靖泰）。第5形態時も基本的に自律行動ではあるが、ゲームパッドによる手動操縦ができる。Sで第4形態が明らかになり、誰かに心から感服し、絆ゲージがMAXを振り切る事で第4形態に変形することができる。第4形態は今までのクッキーの面影を完全になくすほどの「美少女モード」であり、装備品を解除したらもはや人間との見分けが付かないほど。顔も周りの男が振り向くほどの美少女で、風間ファミリー内でも松風がマスコットキャラの座を脅かすとライバル視するほどである。使用用途は家事手伝いとポップコーン製作と、第一形態とほぼ変わらずコンピューターも人間に近くなっているため鶴亀算で計算したりする。
姉妹ブランドのみなとカーニバル作品『辻堂さんの純愛ロード』では量産化されていることだけが、セリフでうかがえる。
A-2のヒロイン、クッキー4ISルートで108形態全てにISが存在することが判明。それにより未だ公開されていない形態の一部も判明した。
川神 鉄心（かわかみ てっしん）
声：塚猿助→高天元忍斎（まじこいS） / 塚田正昭（ドラマCD・PS3）→高岡瓶々（アニメ）
百代の祖父。川神学園の学長でもある。血液型はO型。武術の総本山とも言われる川神院のトップ。闘気で毘沙門天を具現化する能力がある。悪口を言われるとどこからともなく（文字通り）その場に現れ、百代に活を入れる。ファミリーに対しては柔腰で優しい対応を取る。ファミリーを信用している。
総理曰く、自分が生まれた時から姿が変わっていないらしく、実際年齢は不明。恋を経験したのが日露戦争の頃と言っているためかなり高齢であるとみられる。
その地位や実力、威厳ある見た目とは裏腹に意外と物わかりよく、お茶目な性格。
九鬼 揚羽（くき あげは）
声：黒木まゆ / 松井菜桜子
1月1日生まれ。血液型はAB型。『きみある』から引き続き登場。本作自体が『きみある』の2年後であるため、既に学校は卒業している。本作では九鬼家軍事部門統括という地位にいる。マテリアルブックによると髪を伸ばしてみようと思った結果、髪がグングンと伸び、『きみある』でショートボブだった髪型がたった2年で膝までの超ロングになった。九鬼三姉弟の長姉で英雄の姉。武道四天王の1人だが、Sでは引退を表明しており後継者選びも行われている。
武器は百代と同じく拳。実力は百代にやや劣るとはいえ、常人程度では相手にすらならないレベルであり、天衣のバルカン砲も蹴り技で全て防御できる。
アニメ版では川神大戦や天衣関連で要所要所に登場し、存在感を見せつけている。
Sでは妹の紋白がヒロインになったこともあり出番が増している。
ルー・イー
声：井伊由田那 / 石丸博也
7月30日生まれ。血液型はAB型。川神院の拳法師範代と川神学園の熱血体育教師をしている。無名の身から師範代にまで登りつめたため、努力家である一子の修行をよく見ている。
師範代の名は伊達ではなく、相当の強さであるが百代や鉄心には敵わない。同門の釈迦堂とは武に対する考え方の違いから自他共に認めるライバル関係にある。実は酔拳の達人だが、本人は、あまりこの技を使いたがらない。素人童貞である。技名のパロディはウルトラマンタロウの技。アニメには一子の回想のみ登場。
綾小路 麻呂（あやのこうじ まろ）
声：鼠後輩 / 小野大輔
川神学園で日本史を担当する教師。名前の表示は「歴史教師」。2月3日生まれ。血液型はAB型。一人称は「麻呂」。顔は白塗りにして「〜でおじゃる」などのエセ公家言葉で喋る。平安時代の布教のために教師をしており、担当科目である日本史の授業では、ほぼ平安時代しかやらない。不死川家と並び日本三大名家の一つ綾小路家の出身。
京ルートでは行き過ぎた指導のため、大和と翔一からボコボコにされた挙句、全校放送で謝罪させられる。自分と同じ名家出身である心が居る2-Sを何かと贔屓している。
ドラマCDでは、バレンタインチョコを貰えたのは自分がもてているからだと勘違いしていた（実際は、媚を売るために嫌々渡していたことが判明する）。
父は大麻呂（声：鼠後輩〈まじこいS〉）という名で、美丈夫な姿。息子とは違い意外にも常識人。
フランク・フリードリヒ（Frank Friedrich）
声：久保田景虎 / 池田秀一
クリスの実の父親。47歳。血液型はAB型。由緒ある家柄の優秀な軍人で階級は中将。一人娘であるクリスを溺愛しており、彼女に手を出す者がいるならば特殊部隊を動かす覚悟を持っている ほどの親馬鹿。クリスと同じく、間違った日本観の持ち主でもある。
クリスの監視については大和に任せている。ただ、クリスに関する冗談は一切通じないため、ある程度ぼかした報告を受けており、報告にある問題のある人物に粛清を行っている。アニメには登場しない。
なお、クリスルートではクリスが決意の下に大和と共に川神学園を中退して同棲生活を始めたことに激怒し、ドイツに無理矢理連れ帰るも、当のクリスから反抗され、さらには大和がクリスを奪還すべくドイツに乗り込んできたことで二人の関係を認める事になる。ほとんど前線に出ることはないが、かなりの戦闘力の持ち主。実は「メフィストフェレス」という細胞を活性化させて、20代の見た目に若返る技を持っているが、これはクリスにも秘密にしているほどの奥の手。
妻（クリスの母親）の名前は「エヴァ」。
総理（そうり）
声：比留間京之介 / 若本規夫
日本の総理大臣。本名不明。元川神院門下生であり、鉄心と親しい。大和らが総理と指摘すると「そっくりさん」と主張。川原で見かけることが多い。
大和や由紀江と交友を深める。大和の相談にも乗り「指摘する視点はまだ甘いが、なかなか鋭いところを突いている」と褒める。由紀江の相談にも乗り、どうすれば良いかを助言している。射撃が得意でオリンピックでメダルも獲得している。Sでは元四天王だったことが判明する。
アニメ版では辞任済みであり、既に別の人物が総理に就いているため、エンディングには元総理と表記されている。影で数々の悪行を働いていた新総理のことを知ると、大和の前に現れた一方で釈迦堂と手を組み、現役総理の悪行を国民の前にさらした。
なお、公式ページの登場人物紹介ページで唯一この物語はフィクションであり登場する人物・団体等は実在のものとは一切関係ありませんと書かれているキャラである。
蘇我 梅雪（そが ばいせつ）
声：ヘルシー太郎
総理の失脚を狙う野党幹事長の地位にある政治家。ストレスが限界まで溜まると残忍で無邪気な性格に豹変する。名前の表示は「野党員」。
店長（てんちょう）
声：縦縞虎太郎 / てらそままさき
川神駅前の商店街に店を構える川神書店の店長。12月17日生まれ。血液型はB型。大和達を子供の頃から知っている頑固オヤジ。店長の経営する書店は、翔一のアルバイト先の1つでもある。歴史関係の書籍が多く、渋いものが多い。漫画家もお忍びなどで資料本として購入しているが、近くの大手書店に客を取られていることが目下の悩み。口癖は「バッキャロー」でファミリーなどに対して使っている。「ダイナミック本屋チョップ（本を持ってチョップ）」「本屋ガード（本を持ちながら防御する）」という技を持つ。アニメには登場しない。
釈迦堂 刑部（しゃかどう ぎょうぶ）
声：子太明 / 藤原啓治
元川神院師範代。9月14日生まれ。血液型はB型。戦闘狂であり、ルーを凌ぐ強さを持っていたが、精神面の問題を克服できずに破門された。百代の元師匠でもあり、現在は両親のいない板垣三姉妹に武術を教えながら、裏の仕事で生計を立てている。その実力はかなりの物だが、修行を怠けているせいか師範代時代に比べるとやや劣る。原作では梅雪に従っているが、本来の契約者はマロードという謎の人物。アニメ版では天衣や新総理と手を組み、武器の密輸をしている傍ら、新総理に天誅を下すことに加担している。
「力こそ正義」が持論だが、飄々として掴み所がない一面もある。川神院にいた頃は自分と同じ戦闘狂の百代を弟子にしていたが、武術の才能を開花させようと懸命に頑張る一子を可愛がることが多かった。川神院を破門された後も一子のことを気にかける場面もあった。
ドラマCDではフレンドリーで食事の話をしていることが多い。定住しておらずアウトドアをしている。
梅屋の豚丼が好物。アニメ版でのやり取りから、すき焼きも好物である模様。
Sではリュウゼツランルートで再登場し、司法取引による総理の根回しで内閣調査室に身を置くことになり、特赦を条件に中東へと旅立つ。
Sの誰とも恋仲になっていない未来では各ルートにちょくちょく出没。賄い目当てで牛丼チェーン梅屋の店員となっており、まじめに働いているが、百代からは似合わないといわれる。
板垣 竜兵（いたがき りゅうへい）
声：ミシェル市山 / 稲田徹
板垣家の長男。8月27日生まれ。川神の歓楽街で不良を纏め上げているが、姉には頭が上がらない。辰子とは双子（竜兵が弟）。同性愛者。左上腕部に入れ墨をしている。釈迦堂から武術の手解きはされているが、本能の赴くままに拳を振るう戦い方を好む。
リュウゼツランルートでは「生まれる国を間違えた」と悟って、傭兵として生きる事を決意し、海外へ高飛びする（理由はSで判明）。
板垣 亜巳（いたがき あみ）
声：風音 / 櫻井浩美
板垣家の長女。10月7日生まれ。真性のサディストであり、職業もSMクラブの女王。
各界の偉い人も顧客に付くほどの人気NO.1で、男女分け隔てなくサディスティックに接する。その性格から板垣家では絶対的な地位を保つが、上客におごらせた寿司を自宅へ持ち帰るなど家族想いで面倒見が良いため、感謝はされている。接した相手がSかMかを見抜くという、ある意味偏った人物眼の持ち主。優れた棒術の才覚を持っていたため、釈迦堂の手解きによって長棍を得物にするようになり、兄弟の中で安定した戦闘力を獲得している。
辰子の人格的なリミッターを解除できる、唯一の人物。
Sでは辰子絡みで大和に関わる展開も用意され、SMクラブの女王になった経緯も明かされる。
板垣 辰子（いたがき たつこ）
声：まきいづみ / やなせなつみ
武士テーマ：「地」 - おおらかな包容力（まじこいSマテリアルブックより）
板垣家の次女。8月27日生まれ。竜兵とは双子で辰子が姉になる。大和と同い年で彼に一目惚れしている。職業は工事現場の警備員。普段はのほほんとしているが、亜巳から「本気出してもいいよ」という許可が出ると凶暴な人格へと覚醒して無類の強さを誇り、バス停の看板や道路標識などを得物にして戦う。武道というよりは戦闘力のポテンシャルが非常に高く、力だけなら百代を超えるド級のパワーファイター。好きなことは寝ることで、どんな時でもすぐに寝られる特技の持ち主。そのため、立ったまま寝ることも可能であり、暇さえあればとにかく寝ている。178cmという三姉妹の中でも群を抜いた巨躯を誇るのに、まったりした性格から「本当にあの2人と同じ姉妹なのか?」と疑われることも多い。板垣家の家事を1人で担当しており、メロンが大好き。アニメ版では大和の初キスの相手となった。
発売後に行われた女性キャラ人気投票では第7位を獲得。Sでは三姉妹で唯一、ヒロインに昇格した。
Sでは、鬼神と化した時の人格を「私の一部分」として受け入れている一面が追加された。メロンに加えてメロンソーダが好きなのもSからの追加設定。公式では「河原で出会った大和に惚れて、以後なついている」となっており、大和との関わりがより掘り下げられている他、大和に対するベタ惚れぶりは京に次ぐ。
Sでの専用ルートでは大和の存在により一念発起し、鉄心とルーから「姉妹の中でも高い素養の持ち主」と評価される。また、大和のためだけに川神学園の制服を調達するなど大胆になる。さらに大和の危機に際しては己の意思でリミッター解除をするまでになり、必殺技も披露する。ルートによっては武道大会で自分と同じのんびり屋の弁慶とペアを組み、優勝候補とまで言われた実力を持つと言わしめる。また、兄弟の敵を取るために自らリミッターを外して戦う場面もあり、相手を完膚なきまで叩き伏せた（文字通りの意も含む）。梁山泊のリストで強さは下位に属していたが、リミッターを外すことで戦闘力が上がる事は知られていなかった。後に新たな武道四天王の一人に数えられる。
タカヒロ曰く、必殺技のモチーフは「某格闘ゲームの「乾いた大地のアレ」のアレ」であるとの事。
板垣 天使（いたがき えんじぇる）
声：金田まひる / 梶田夕貴
板垣家の三女。5月1日生まれ。戦闘ではゴルフ護身術を使い、興奮剤を使って強くなっている。凶暴かつ攻撃的な性格で自分の名前を嫌っているため、名前で呼ばれると即座にキレる。そのため姉妹などから「天」「天ちゃん」などと呼ばれている。ゲームセンターにいることが多いほどの対戦型格闘ゲーム好きで、対戦も滅法強いが、レトロゲームも好む。
名前の由来は上の姉弟とは違って可愛く育ってほしいからというものだが、自身にとっては「いい迷惑」でしかない。
長姉の亜巳同様、Sでは辰子経由で大和に関わる展開もある。Sでは川神院の監視下に置かれる立場（これは三姉妹共通の立場）になり、興奮剤を没収されてしまった為、ルートによってはその影響で著しく弱体化してしまう。
大和田 伊予（おおわだ いよ）
声：水捲真魚 / 千晶まひろ
由紀江と同じく1-C組に所属する普通の女の子。10月7日生まれ。血液型はAB型。クラスで席替えをした際に由紀江の隣の席になったため、由紀江の100人お友達計画のターゲットになる。プロ野球チームの七浜ベイスターズの大ファンで、前日の試合の結果によって機嫌が左右される。
Sで攻略が可能となり、専用ルートもある。
武蔵 小杉（むさし こすぎ）
声：松田理沙 / 力丸乃りこ
川神学園1-S組に所属する女生徒。9月15日生まれ。血液型はB型。口癖は「プレミアム」。プライドが高く、全てにおいて自分が一番でないと気が済まない性格で、その性格から邪魔になりそうな同級生を次々と潰して1-Sのトップに君臨する。師匠にムラッ気があるといわれたため、集中力を高める一環として弓道を習っている。その他、体術も会得している。勝負を仕掛けるも、相手（特に由紀江）にしてやられることが多い。
Sでは自分を病院送りにした由紀江に復讐すべく、改心したふりをした上で由紀江に本気を出させないように裏で根回しをするなど、汚らしく執念深い本性を露呈していたが、当の本人には復讐の意思があることを見透かされていた。挙句には転入してきた九鬼紋白に1-Sのトップの座を奪われるなど自業自得な展開を見せている。
天神館との東西戦で1年の主将を務め自らも戦うが、あっさり負けてしまった。
また、Sで専用ルートがあるが、出現方法がほかのメンバーと変わっている。また、立ち絵は専用ルートでのみ表示される。
矢場 弓子（やば ゆみこ）
声：有栖川みや美 / 高田初美
弓道部主将。8月8日生まれ。血液型はAB型。3-F所属。人と話す時は語尾に「候（そうろう）」をつけるが、気の許せる相手と話す時は素の口調になる。本来は非常に面倒見の良い家庭的な性格をしているが、優しすぎて拒否ができない人間になりそうだったので意識して怜悧な仮面を被り、クールに振る舞っている。クラスメイトの百代と仲が良い。また素の性格はミーハーな気質があり、エレガンテ・クアットロの中では冬馬が好み。
Sではあるルートからの派生で大和と半ば強制的な情事に至り、その後に恋仲になる未来が存在する。
京極 彦一（きょうごく ひこいち）
声：仲達→氷河流（まじこいS）
3-S所属の言霊部部長で、エレガンテ・クアットロと呼ばれる川神学園イケメン四天王の1人。誕生日は、2月26日。グラフィックはSから追加された。常に和服を着ている。言霊使いであり、声に不思議な力 がある。
3年生は薄味で退屈だといい、いつもドタバタと騒がしい主人公達をよく観察している。好奇心が旺盛で興味を持てばアドバイスなどをくれる。
誰とも恋仲になっていない未来では、誰のクローンなのか不明ということに興味を持ち、葉桜清楚に色々と世話を焼くようになる。
男性キャラ人気投票で12位を獲得した。
南條・M・虎子（なんじょう・みしぇーる・とらこ）
声：民安ともえ（まじこいS）
プラスディスクで攻略ルートが存在。3-F所属の川神学園生徒会長で、大きな羽飾りを被っている。しかもインパクトの強すぎるエキセントリックなキャラクター性から、顔を覚えない生徒は誰一人居ないほど。骨法の使い手であり、素早い踏み込みからの肘打ちや両足を使った飛び蹴りが得意。骨法部の主将も兼任している。技の威力は強いがその技を出すまでの「溜め」が長いため負けてしまうことも。技を出した後は疲れて眠ってしまうことが多い。グラフィックは『S』から追加され、声も変更になった。
なお、本名が明かされたのはSからであるが、名前の表示は「骨法部主将」のままとなっている。
アクセサリー作りが得意で、その予約が数ヶ月先まで埋まっているほど好評だという。
島津 麗子（しまづ れいこ）
声：楠上ありか / 田内夏子
岳人の母親で、大和らが寮生活をしている島津寮の管理人兼寮母でもある。筋骨隆々な体格に加え、豪快な性格でかつては川神の鬼女として恐れられていた。
驚異的な握力の持ち主で、掴んだものをそのまま握り潰す「握撃」を得意としている。
カラカル・ゲイル
声：高草木幸
表世界におけるアメリカの格闘王だが、第一作では百代に瞬殺された。Sでは燕に瞬殺され、直後に英語教師として川神学園に赴任する。見た目に反して頭がよく、授業もわかりやすいと専らの評判。
アニメ版では既に百代に敗れており、直接登場はしていないが何度か存在が語られている。
カラカル・ゲイツ
声：深川緑
ゲイルの弟で世界的に有名なコンピューターの第一人者。パソコンを使って相手を分析し、弱点をゲイルに伝えるスタイルを取っていた。Sでは物理教師として川神学園に赴任する。
いつもはカタコトの日本語で話すが、時折言う名言の時だけは口調がハッキリする。燕に食べさせられた松永納豆が体に合わず、それ以後、トラウマとなる。
アニメ版ではゲイル同様直接登場はしていないが、何度か存在が語られている。
橘 天衣（たちばな たかえ）
声：柚木かなめ（まじこいS） / 河原木志穂（アニメ版）
作中では名前のみの登場。武道四天王最速を誇る武道家として知られていたが百代に敗れ、武者修行をしていた所を由紀江に敗れたため、四天王の称号を剥奪されている。百代にとっては師同然の存在だった。子供のころから運が極端に悪く、遊びに行った友人宅に隕石の破片が落ちる程である。四天王剥奪後、己の力を活かすべく自衛隊に入る。アニメ版にて正式に登場を果たした後、Sにもその後の彼女が登場。
自衛官（階級は三佐）だったが、極秘任務中に瀕死の重傷を負い、このまま死なすには惜しいと九鬼揚羽の所有する軍事産業の手によって、実験用ドナーとして両手足をサイボーグ化され、高い順応性と元々の頑強さから、気や百代と同様の瞬間回復を偶然身につけ、手榴弾の直撃さえものともしないほどの防御力を得たが、試験中に偶然にも揚羽が席を外していた隙を突いて逃亡、釈迦堂と手を組み、身勝手で腐敗した日本政府に天誅を下そうと暗躍する。部下である紗姫とはレズ関係にある。
対戦車爆弾にも耐えられる強度を持ち、元の武道に加えて左腕にバルカン砲、右腕に小型ミサイルを装備し、脚部の推進機により飛行できる他、相手の動きを眼に内蔵された電子機器により解析できる。しかし、サイボーグ部分を稼動させるためには定期的に充電しなければならない。元々は銃剣術を最も得意としていたが、それは紗姫に伝授しており、自身は体術を主体に戦う。
登場以降、百代と激戦を繰り広げてきたが、最終話で百代が返し技として繰り出した「川神ドライバー」を受けたことで遂に敗れ、揚羽に身柄を引き取られた。
『S』でもメインシナリオクリア後に出現するおまけシナリオに登場。恐ろしく運がないことが語られる。
その悲運ぶりが原因で少しやさぐれており、アニメ版でクールだったのは本人曰く、どうせ運が悪いのならと開きなおっていただけらしい。
まじこいAにてヒロインに昇格した。こちらのルートではサイボーグ化されてはおらず、両手両足とも生身のままだが上記の様な不幸に見舞われる場面が殆ど。
かつては足の速さを生かして悪人退治に勤しんでいたが、間違った話により九鬼関係の施設を襲い、そこでヒュームに捕えられてしまう。
しかし歴代最速のスピードクイーンの異名を持っていた通り、文字通り目にも止まらぬ速さで移動することが可能であり、実力は嘗て武道四天王の称号を授かっていたに相応しい。
水守 紗姫（みもり さき）
声：井澤詩織（アニメ版）
アニメ版のみの登場。天衣の部下で、彼女と同じく元自衛官。任務中に負傷し、左目と左耳に解析やハッキング、一度聞いたものを完全に記録するなどの機能を持つ高性能の電子機器を埋め込まれたサイボーグで、普段は眼帯で機能を封じている。天衣と共に試験中の隙を突き、逃亡した。メイドのような衣装を着ているが、天衣の補佐を的確にこなす有能な配下で、同時にレズ関係でもある。
元の優秀な射撃能力に加え、天衣仕込みの銃剣術の使い手でもあり、突撃銃に取り付けた銃剣と拳銃を改造した仕込みナイフによる二刀流と銃撃で攻撃し、左目に内蔵した電子機器により相手の動きを解析し、ガン=カタの戦闘スタイルで闘う。身勝手な名目で自分達を捨てた日本には天衣以上に失望しており、日本そのものを破壊しようと目論んでいるため、自らの死をも省みない覚悟を持っている。
最終話で自分に食い下がる大和のカウンターを受けて敗北し、身柄を揚羽に引き取られる。
上記の通りアニメ版のみの登場だが、Sで彼女らしき人物のその後を示唆する内容が天衣から語られている。
新総理
声：山本兼平
アニメ版のみの登場。総理が不祥事の責任を取り辞職した後、新たに就任した若手の男。総理を辞職させるため、他国と手を組んで多々の情報工作を行ってはその見返りに他国の密入国をはじめとする犯罪行為を見逃しており、天衣の部隊が出動した時も口封じのために見殺しにしていた。天衣の市街地での戦闘の際も、市民の避難誘導よりも彼女の件が明るみに出ることを防ぐために自衛隊を出動させずSATに対応させ、彼女が復讐しに来ることを知ると保身のために出動させた一個師団に国会議事堂周辺で迎撃させようとするなど、自己中心的な下衆。
最後は釈迦堂と手を組んだ総理により、数々の悪行を吐いた姿を隠しカメラによるテレビ生中継で全国に暴露され、言い逃れできないと今までの汚職で稼いだ金をスイス銀行に移して国外に逃亡したが、その金は紗姫が事前にハッキングしていたデータを使った釈迦堂により全額とも盗み取られ、そのまま釈迦堂と板垣兄弟の報酬になった。
下北沢君（しもきたざわくん）
声：るーすぼーい
川神学園での大和の知人の1人。
脇役だがちょくちょく登場。女癖が悪く半月と持たず女性を捨てるため、ある未来ではその報いを受けることになる。

## まじこいSより登場
『真剣で私に恋しなさい!S』からの登場キャラクター。

### 追加ヒロイン
下記の二人の他にも不死川心、板垣辰子、マルギッテの3人がまじこいSではヒロインに昇格している。武士テーマは公式サイトより。
松永 燕（まつなが つばめ）
声：桃山いおん / 長妻樹里
武士テーマ：「智」
『S』からの新ヒロイン。3-F所属。誕生日は、2月27日。身長は、165cm。血液型はO型。B83、W56、H85。百代のクラスに編入してきた。松永久秀の子孫。何事にもクレバーに立ち回っており、いつもマイペース。父親の副業を手伝っており「納豆小町」として知られている。第一作でも名前だけは登場。そのときは2011年の武道四天王の一人となっていた。西の武士娘と呼ばれている。記録に残るような戦いは家の事情でしないという。フレンドリーで大和と打ち解ける。本当は選抜クラスに入れるほどだが、「楽しくやりたい」という理由から3-Fに入った経緯がある。
家族は現在、父と自分。母もいるが、父が株に手を出して莫大な借金をこさえた事に愛想を尽かし、別居中。
武器は「平蜘蛛」と呼ばれるもの。専用のボディスーツに右肩を覆うような巨大な手甲で状況に応じて攻撃と補助を行う切り替えのベルトで戦うのが本来のスタイル。基本的に素手で戦う事が多いが武器はヌンチャク、薙刀と何でも使い小梅に「技のデパート」とまで言わせた。しかし、その武器を扱う人から見ればまだまだだが多種の武器の切り替えが一つの強みとなっている。百代をまともに相手出来る少ない人物。その正体は紋白に依頼され百代を倒すために川神にやって来た武士娘。大和同様、知略に跳んだ作戦で相手を倒すスピードファイター。
アニメ1話と最終話にゲストとして登場。川神大戦で助っ人として登場した。
いつも腰に意味ありげな鞄をいくつも両側につけており、中身は「松永納豆」。商売根性が逞しく、百代との稽古が終わるなり納豆をアピールしたりした。味はクマちゃんが認めるほどで西日本ではかなり有名。販売促進ポスターにも出ている。
A-3で後日談が描かれ、大和の父にも気に入られて家族ぐるみの付き合いに発展。そんな中で己の感情を優先させ、わがままを押し通す実母・ミサゴとの復縁を目指しながら日常を過ごしていく。
九鬼 紋白（くき もんしろ）
声：杏子御津
武士テーマ：「孝」
九鬼三兄妹の末妹。揚羽、英雄とは母親が違う異母兄弟（帝の妾の子）。1-S所属。人心をつかむことに秀で、九鬼兄妹3人での計画では、揚羽が軍事、英雄が商業を統べ、妹の紋白が政界に進出し政治を統べる予定になっている。兄弟仲は良く、それゆえに姉を勝負で負かせた百代と兄の気持ちに応えない一子に対し苦手意識を持っている。第一作には登場しないが、『TECH GIAN』にて記載されたショートストーリーなどでは名前だけ登場しており、『S』からヒロインとして正式に登場した。人としての能力が高く、転入初日で1-Sを掌握した。趣味はスカウト。優秀な人材を集めており、京をスカウトしていたりした。
武術は鍛錬はしているものの、揚羽や英雄ほどの戦闘能力はないため、執事であるヒュームが代わりに相手をしている。
上記の通り妾の子という経歴のため局からは避けられているが、紋白自身は母親としての愛を受けたい一心で幼いころには悪戯、現在では九鬼家のための人材をスカウトをするようになった。
A-2では大和と電撃結婚を果たしたその後が描かれる。このストーリーでは大和は入り婿となり、九鬼大和と改姓する。

### サブキャラクター（S）
九鬼家の従者部隊に関しては第一作から設定が存在するが本格的に登場するのはまじこいSからである。
源 義経（みなもと よしつね）
声：奈取うさ
九鬼財閥が生み出した「武士道プラン」のメンバーで、源義経のクローンと言われている。 6月12日生まれ。血液型はAB型。2-S所属。一人称は「義経」。
礼儀正しく真面目。弁慶や与一の事を心配しているが、本人が真面目すぎたり英雄のクローンとしての生き方に拘りすぎる余り周りに振り回されることが多い。
常に『薄緑』という日本刀を帯刀している。実力は由紀江とほぼ互角と四天王クラスの腕前を持つ。
歴史上の偉人のため、学校内外で多くの挑戦者に挑まれている。歴史上では弁慶や与一の主だが、弁慶に頭を撫でられたりと主従逆転の現象が起きている。
まじこいAにてヒロインに昇格し、登場はA-5。A-1の弁慶シナリオでは色々あり大和を「お兄ちゃん」と慕うようになる。
武蔵坊 弁慶（むさしぼう べんけい）
声：本山美奈
九鬼財閥が生み出した「武士道プラン」のメンバーで、武蔵坊弁慶のクローンと言われている。 6月12日生まれ。血液型はA型。2-S所属。一人称は「私」。
基本的な武器は錫杖だが、それ以外にも6つの道具を持つ。自己紹介の時、軽く振っただけでトンファーでガードしたマルギッテを廊下まで飛ばしたり、与一を鷲掴みにして2-Sの教室からプールまで片腕で投げ飛ばすなどかなりの怪力を誇る。基本的には力で押すパワープレイを好むが、これは本人が動くのを面倒臭がっているだけで実際には素早く動くこともできる。
義経のことは主として忠義を立てているが、普段は余り彼女の言うことを聞いておらずそれによって困り果てる彼女の顔を見るのが楽しみというある意味主従関係が逆転している状況。それでもいざという時は彼女の一言一句に従い、義経のことは常に大切に思っている。対する与一は普段の言動から肉体的制裁を行うことが多いため畏怖の対象となってしまっている。ただし決して与一を嫌っているわけではなく、弁慶からすればあくまで普段の行いに対する制裁であり源氏一派としての仲は悪くない。
病気で酔っていないと震えてしまう体質で川神水を飲んでいる。学園内で飲む事を許可されているがその代わりテストの成績が学年4位以下になると退学しなければならない念書を書かされた。基本的にだるいことや面倒なことは嫌いなため、くつろげる場所を探しているうちに大和と仲良くなる。悩みの種である与一の扱いや酒の肴でかなり仲が良く多少のお願いは聞いてしまうほどに信用している。ちくわが好物で自称ちくわソムリエを名乗っている。
Sの一部ルートでは新サブキャラクター中で唯一大和と体を重ねるシーンが存在し、人気投票ではサブキャラクターながら2位を獲得。後にまじこいAにて正式にヒロインに昇格し、A-1に登場する。大和、宇佐美とつるんで学園の第2茶室でのんびりリラックスした日々を送る「だらけ部」活動をしながら、大和と共に代行センターでバイトする内に大和を意識するようになる。
那須 与一（なす の よいち）
声：四季路
九鬼財閥が生み出した「武士道プラン」のメンバーで、那須与一のクローンと言われている。6月12日生まれ。血液型はAB型。2-S所属。一人称は「俺」。
重度の中二病。大和は昔の自分を見ているようで古傷が痛むと言い、ファミリーから笑われている。そのため、コミュニケーション不足で弁慶や義経に心配されているが、噛みついたりするも弁慶に粛清されており、頭が上がらない。その難のあり過ぎる性格は巨人さえもお手上げの状態で大和になんとかするよう依頼される。武器は弓。腕前は京以上で猛禽類のような瞳で標的を狙い、外さない。天下五弓の一人で、特に飛距離、威力に優れている。
SのあるルートやAの弁慶シナリオでは、弁慶を異性として意識できるという大和を尊敬し、兄貴と呼ぶようになる。
葉桜 清楚（はざくら せいそ）
声：一色ヒカル
九鬼財閥が生み出した「武士道プラン」のメンバー。3月6日生まれ。血液型はB型。3-S所属。一人称は「私」。
絵に描いたような文学少女で学園内の人気が高い。通学時は九鬼特製の電動自転車で登校している。その自転車「スイスイ号（声：藤影京四郎）」はカスタマイズされておりGPSはもちろん、人工知能も搭載されている。スイスイ号は清楚や美少女以外の乗車を嫌っている。
太らないように弁慶と運動しているためか、運動もでき、大きな壺を簡単に持ち上げたりするなど細身から想像できない力持ち。
誰のクローンか知らされていない為に、本人は紫式部か清少納言がオリジナルではないかと推測していたが、そのオリジナルは「西楚の覇王」と呼ばれた、項羽である（葉桜（はざくら→はおう）＝覇王、清楚（せいそ）＝西楚、となる為）。覇気が強く、その場に居るだけで威圧感に押しつぶされそうなほど存在感を持つ。覚醒にはある歌がキーワードが必要で覚醒すると目が赤くなる。
強さは歴史に語り継がれる程で槍の一振りは達人級の威力を持つ。連戦と歳で疲労していたとはいえ鉄心を倒す実力は本物。多重人格でないためどちらの記憶もある。
まじこいAにてヒロインに昇格、A-2に登場する。自分が誰のクローンかを知る為に風間ファミリーに調査を依頼、その過程で大和達は正体を知った時、項羽としての人格が現れ、学園支配を成し遂げる為、歴史上の自分の軍師であった范増の役目を任せられる「軍師」を探そうとする。そして模擬戦の復活も相まって川神学園を更なる混沌の渦に巻き込んでいく。
作中でも上位に位置する実力者だが、項羽の人格が現れた時は傍若無人を絵に描いたような性格に変わる。言動も粗暴だが気弱な内面も持つ。
実力派覇王の名に恥じない一方で上記のような精神面の不安こそが人格面を育成すべく25歳になるまでは正体を教えられず、勉学中心の教育方針を採られた理由である。
ステイシー・コナー
声：神谷たたみ
九鬼家の従者で序列15位でヒュームの部下。10月6日生まれ。血液型はO型。第一作から登場していたが（名前の表示は「メイド1」、声優は非公表。）グラフィックはまじこいSから追加された。
機嫌が良いときは「ロック」と言うことが多い反面、機嫌が悪いときは「ファック」と言うことが多い。
もともとはあずみと同じくきみあるの大佐の部下。あずみがメイドになったと聞きからかいに来たところをヒュームに咎められ、そのまま従者に組み込まれた。
元傭兵という出の為、仲間を多く戦場で失っており、ふとした事でフラッシュバックが起こり鬱になることがある。
しかしその鬱を吹っ切るためにとある曲を聴くことで脳のリミッターを外すことができ、痛みも周りの目も気にすることなく暴れることが可能となる。彼女曰くこの状態は「ウルトラロック」と呼ばれ、最終手段として用いている。
まじこいAにてヒロインに昇格した一人。A-3に登場するが、Sから3年後の話として展開する。あずみルートほどではないが、大和が社会人となるので時系列は長い方となる。
李 静初（リー・ジンチュー）
声：西岡真希
九鬼家の従者で、序列16位。クラウディオの部下である。5月24日生まれ。血液型はA型。第一作から登場していたが（名前の表示は「メイド2」、声優は非公表。）グラフィックはまじこいSから追加された。
1987年、中国北京にてまだ赤ん坊だったときに捨てられ、蛇という暗殺者の男性に拾われ、育てられる。
1994年、蛇のいる暗殺組織と敵対していた者が家を襲撃、その際、李は密かに身につけていた業で襲撃者を殺害、才能を蛇に見いだされた李は暗殺者としての道を歩んでいく。
教えられた暗殺術をみるみる覚えていった李はあるとき、蛇が仕事に行ったきり帰ってこなくなったため、自らが蛇を名乗るようになる。そして、暗殺者としては蛇を超えるほどとなり、龍と呼ばれるようになる。
その後、嘘の依頼内容で九鬼帝の暗殺を請け負うがクラウディオに捕縛される。自決しようとするが九鬼に入らないかと説得され、今に至る。そのためクラウディオ直伝の寒いギャグを言う癖がある。
死んだふりが得意であり、世界大会に出場も考えている。
また自分の興味の対象となったものに対する学習能力が凄まじく、初見の対戦ゲームであろうと僅かな時間で凄まじい腕前まで鍛え上げることが可能。
まじこいAにてヒロインに昇格した一人。ステイシーと共にA-3に登場する。
上記の暗殺者としての経験から笑顔を振りまくことができない点をゾズマに指摘され、それを克服するべく川神学園へと転入してくる。しかし同時期に過去関わりのあった殺し屋である百足と再会してしまったことがきっかけにより、大騒動に巻き込まれることになる。
松永 久信（まつなが ひさのぶ）
声：リカルド大吉
松永燕の父で技術屋。6月16日生まれ。血液型は精密な検査をしていないため、不明。副業で納豆も作っている。「没落している松永の家名を高めるにはまず軍資金だ」と勇んで株に手を出すも、大失敗して莫大な借金を抱えており、それが原因で妻から愛想を尽かされて別居状態。
川神百代を倒す依頼を引き受ける代わりに九鬼にスポンサーになってもらい納得のいく域まで「平蜘蛛」を完成させた。本体使用には九鬼の承認が必要で許可が下りずに使用した場合は多額の費用がかかってしまうのが弱点と語る。あくまで決め手を決定づけるもので燕が弱いわけではない。
タカヒロの先輩達が辿った失敗エピソードがこのキャラのモチーフ。
ヒューム・ヘルシング
声：黒瀬鷹
九鬼家の従者で序列0位。4月1日生まれ。血液型はB型。序列0位は永久欠番である。紋白と共に1-Sへ編入してきた。
戦闘能力の無い紋白の代わりを務めている。先祖は吸血鬼を倒したエイブラハム・ヴァン・ヘルシングで、戦闘能力は百代以上で百代のような瞬間回復する武術家の相手を倒す能力を代々受け継いでいる。広い人脈を駆使して紋白の力になろうとする大和を「マシな赤子」と評価する。
戦闘に特化した執事で揚羽の師匠でもあり、主に蹴り技全般が得意。その威力はたった一撃で四天王レベルの武道家を倒すほど。誰彼構わず「俺から見れば赤子のような存在だ」と言い放つ不良老人だが、プライドが高く負けず嫌い。一方で執事としても優秀で頭脳明晰かつ世俗にも通じている。かつて鉄心とはライバル関係だった。
九鬼家への忠誠心も高く、厳しい言動が多い中で紋白のことを気遣ったり主である帝への不忠には命を以て詫びる覚悟がある。
また標本が趣味であり、ことあるごとに他者に自慢している。その影響からか「串刺しにしてやる」が口癖。
クラウディオ・ネエロ
声：紫一郎
九鬼家の従者で序列3位。1月22日生まれ。血液型はA型。義経、弁慶、与一についている従者。弁慶に30キログラムほど肉を付けた（いわゆるふくよかな）女性が好みと語る。ヒュームと共に紋白の補佐も命ぜられている。
執事としての英才教育を受け、執事学校を首席で卒業した執事王にして、「ミスターパーフェクト」の異名を持つ万能執事。どんな物事も「簡単な事でございます」とやり遂げる程に有能で、好戦的で問題点の多いヒュームや若いあずみのフォローもしている。
糸を用いた戦闘が得意で、車なども切断できるほかその気になれば巨大ロボットですら拘束できる。
そんな彼ではあるが、皆を笑わせようと最上の笑顔で放つギャグがつまらない事が唯一の難点で、その事にはヒュームにさえ注意されてしまうほど。
桐山 鯉（きりやま こい）
声：ナンシー広江
九鬼家の従者で序列42位。10月6日生まれ。血液型はA型。武士道プランの成功のために熱心に取り組んでおり、決闘の立ち会いや邪魔になるものの処理など様々行っている。母親を敬愛し、「母の教え」を口癖にするマザコンであるため、他の従者からも「マザコン」の呼び名で最も気味悪がられている。だがそう呼ばれることは嫌っておらず、上位序列の女性従者に扱き使われても「女性には逆らわない。母の教えだから」と笑顔で清々しく応える様はある意味、信念とも取れる。
年上に従順なためかマープルからは気に入られており桐山本人もマープルのしもべであると公言しているが、その本当の目的はとあるルートにて明かされる。
カポエイラの達人で、九鬼家従者の中でも戦闘能力は高い方であり、百代や揚羽などの強さの壁を越えた武の達人の領域に、足技だけわずかに踏み込めるかもしれないと言われるほど。従者部隊としても優秀であり、武士道プランの現場責任者として任命されるなど皮肉屋で有名なゾズマからも高い評価を得ている。
マープル
声：織部ナヲコ
九鬼家の従者で序列2位。4月1日生まれ。血液型はB型。九鬼家従者で古株とされている。桐山鯉がお気に入り。
武士道プランを提唱した張本人で、周囲からは「ミス・マープル」と呼ばれている。今でこそ年老いているが、かつてはヒュームが惚れ込むほどの美人であったと言う。この世の歴史全てを暗記するほどの人間離れした記憶力の持ち主で「星の図書館」の異名も持っている。武士道プランを提唱した理由は「過去の偉人に学ぶ」というコンセプトからである。
世界の人間達を「堕落している」と憂いており、ルート次第では九鬼家はおろか世界中に対して反乱を起こす。
九鬼 局（くき つぼね）
声：篠崎双葉
九鬼帝（くき みかど）の正妻で、揚羽達の母親。1月5日生まれ。血液型は不明。元々は額の×字傷は無く、入れる義務も無かったが自ら付けている。夫である帝を心から愛する情熱的な性格の持ち主であると同時に子供達に真っ直ぐな教育をする良き母でもあり、よく食べてよく眠り、年齢を感じさせない程に元気で仕事振りも優秀な女傑で数々の事業を成功させている。多忙な夫・帝とはあまり逢う事がないが、子供達をはじめとする周囲の者からはお互い信頼しあっているおしどり夫婦として知られている。
帝に「拝み倒されて」結婚したという奇妙な経歴を持っており、ふとした事で浮気して紋白を産ませた夫をそのまま許すなど、寛容すぎる一面もある。
武田 小十郎（たけだ こじゅうろう）
声：龍田虎次
5月1日生まれ。血液型はAB型。『きみある』から再び登場。序列は999位。
相変わらず不器用で毎回何かと失敗して揚羽に殴られてばかりいる。「揚羽と同じ珍しい血液型と言うことで輸血用に」と雇われていたが現在ではストックが確保できているため存在意義が危ぶまれている。
ルートによっては980位まで昇格するもののそれで少し浮かれて揚羽に「そのような小さいことで浮かれるな、お前は1000位でいい!」と物理的に一蹴される。
大佐（たいさ）
声：巌蝉秋
『きみある』から再び登場。本名は田尻耕（たじりやすし）
ルートによってはタッグトーナメントで本戦の実況と審判を務めたり、傭兵時代の部下であるあずみ、ステイシーと共に行動する。二人からは今でも慕われており、連絡を取ったり飲みに付き合ったりするなど豪胆かつ気持ちの良い性格。
直江 景清（なおえ かげきよ）
声：ヘルシー太郎 / 伊藤健太郎（テレビアニメ）
大和の父親。第一作から登場していたが（声優は非公表）グラフィックはまじこいSから追加された。
日本の政治家達に見切りをつけ、現在は海外でファンドマネージャーをしている。妻である大和の母は自分が惚れこんで無理矢理襲って自分のものにしたという。愛は本物であり、今では一緒にいないと調子がでないほど。
幼い大和に何事も中途半端が一番いけないと教え、人脈の大切さを伝えるなど大和に最も影響を与えた人物。
海外で暮らしているが、日本が嫌になったらいつでも来いと言ったり、週に一回のペースで大和に連絡を入れる等、息子にも深い愛情を注いでいる。
先見の明があり、作中前年に襲った金融危機でも前年比にくらべ好成績をはじき出すなど腕は確か。このほかヨーロッパで金を動かす男として知られており、一部の者には"怪者(けもの)"と呼ばれるほど恐れられている。
大和の知略や人脈を築く才能、サディストなところは彼譲りである。反面体力は人並みで、卓也や育郎と同レベル。
直江 咲（なおえ さき）
声：冬馬由美
大和の母親。第一作から登場していたが（声優は非公表）グラフィックはまじこいSから追加された。
かつては神奈川北部を縄張りとした暴走族を束ねていた。その時に景清に一目惚れされ罠にかかりそのまま調教され、その後恋愛「も」重ねて結婚する。景清への愛は本物で、二人きりの時は「ご主人様」と呼んでおり、大和を出産した現在でも一人でも子供を多く欲しいとほぼ毎日のように性交を重ねている。
暴走族を辞めた現在も腕っ節は相変わらずで、夫のボディガードも勤めている。キレると超人的な力を発揮し、それは喧嘩というより一方的な「狩り」に近い。得意技は頭突きで、その威力は弁慶とも張り合う程。大和にヤドカリの良さを教えた張本人で、自身もヤドカリ好きである。
黛 沙也佳（まゆずみ さやか）
声：木村あやか
Sの由紀江アフター終盤で登場する由紀江の妹。
剣聖の娘ではあるが、姉とは違い武術に関しては正式な指導は受けておらず、嗜む程度。
普通の女の子として育てられたのと、本人も明るく社交的な性格なので由紀江とは違い友達は多い。
異性に関しては将来性のない人や勉強ができるだけで頭の悪い人は嫌、というかなりのリアリスト。
Aで正式にヒロインに昇格、A-1に登場する。
Sの由紀江アフター同様、松風の様な架空の友達ではなく本当の友達ができたという発言を心配し、確認するために現れる。
姉ほどではないが、ふとした際にブツブツと独り言をいう癖がある。

### 天神館
Sの東西戦で戦った学園。登場する生徒らは「西方十勇士」と呼ばれる2年生の実力者。全員、天神館への入学前に鍋島よりスカウトを受けて集った。
石田 三郎（いしだ さぶろう）
声：風間瞬
西方十勇士の総大将。誕生日は、2月27日。彼らの中で最強と謳われている。
口癖のように「出世街道を行く」と言っているだけの実力はあるものの対戦相手を軽視しすぎる傾向があり返り討ちにあい負ける事が多い。仲間の事も軽視しているが、島には全幅の信頼を寄せている。
寿命を削るが自らの能力を大幅に上げる「光龍覚醒」を使うと髪の毛が逆立ち金色に光り輝く。それに加え、自らの得物である刀に電撃を付与する事が出来るようになる。本人曰く対抗できるのは百代のみと言っているが義経や弁慶らに負けている。それに発動に集中する際隙が出来てしまうのが弱点。
鉄道が好きで趣味も鉄道模型を作ること。
島 右近（しま うこん）
声：富所貴史
西方十勇士の副将。
三郎に信頼されており強さも本物。実戦経験が豊富でまとめ役をしている。武器は槍。
大和らと同年代（2年生）だが顔がかなり老けておりオッサンに間違われる事は毎回の事で、巨人には教師と間違われるほど。
十勇士内でも渾名が「オッサン」で通っている。怒られると父親に叱られているようだとは石田談。
マッサージが得意だが、基本的に石田以外にはやらない。
生真面目な性格で言葉遣いも侍のように堅苦しい。それに加えとても義理堅いが、そんな性格がますます老けて見える一面を作り出している。
大友 焔（おおとも ほむら）
声：大森春華
西方十勇士の特攻隊長。
大砲を使い敵を掃討する戦術を好む危険人物。大量の火薬を使うことから「火力バカ」と仲間内で呼ばれ、特に隆正からは「どごーんちゃん」など砲筒のイメージから付けたあだ名で呼ばれている。他に「ホムホム」というあだ名もある。
十勇士であることに誇りを持っており、暇さえあれば砲筒の手入れをしている大砲マニア。
東西戦後、大和とメアドを交換するという女の子らしい一面を見せている。
実家が花火工場を経営しており自身も花火大会ではトリを勤めるなど常連である。花火工場の社長として経営などを取り仕切っているが、後述する花火の制作方針が原因で会長である親からは認められず、社員からは「お嬢」と呼ばれている。
以前、親に秘密で花火作りをしていたら発火して怪我をしてしまい、家族に大目玉を喰らって数日間、土蔵に閉じ込められた。そのため、今でも暗闇が嫌い。鼻の絆創膏はそのときの怪我の戒めのために貼っている。
良くも悪くも豪快な性格で花火に関しても常に迫力や火力を追求している。反面幼い頃のやんちゃの罰で土蔵に閉じ込められた経験から暗闇を苦手としている。
ラーメンとコーラが好物でよく屋台に通っては食している。勉強はかなり苦手としており、赤点回避のため尼子に勉強を見てもらっている。
まじこいAにてヒロインに昇格、A-4に登場する。このストーリーでは川神学園と天神館との夏の間の交換留学で天神館にやって来た風間ファミリーとの交流の中、大和と関係を深めていく。
長宗我部 宗男（ちょうそがべ むねお）
声：矢尾一樹
西方十勇士で最強の攻撃力を持つ男。
オイルレスリングを得意としており、得意の近接戦に持ち込むスタイルを取っている。しかし、東西戦などでは火をつけられ相手に沈められる事も。ガクト同様にタフで筋肉を強調させるため常に上半身裸。暑苦しい性格で、何かと故郷の四国をアピールする。反面、非常に面倒見がよく世話好きで、鉢屋曰く「かなりの器」とのこと。
彼女がいるが、本人曰く男もいけるクチで、Sのとあるルートでは長宗我部とのイベントに派生する。
毛利 元親（もうり もとちか）
声：青島刃
西方十勇士内きってのナルシスト。石田曰く「最弱」。
醜いものが嫌いで自分が大好き。777の多彩な技を持ち天下五弓にカウントされる実力者だが人の話を聞かないのが玉に瑕。そのため本来の力を発揮できていないが美しければOKという性格なので気にしていない。
頭脳戦を得意とするほど頭がいい。
ナルシストではあるが決して人柄が悪いわけではなく、寧ろ理解し合えた人物には好意的に接する面も持ち合わせている。
中国地方の麒麟児と呼ばれることもあるほどの有名人としても知られている。
尼子 晴（あまご はる）
声：藤咲恋心
西方十勇士内トップのスピードを誇る。
外見は幼い女の子に見えてしまうがれっきとした男。準さえ間違えてしまうほど。セリフはすべてひらがなの時と漢字混じりのときがあり、その秘密はあるルートで明かされる。親衛隊もおり尼子衆と呼ばれている。
外見によらず成績優秀。
鉢屋 壱助（はちや いっすけ）
声：小山剛志
西方十勇士の忍者であり便利屋。
見た目に反して何でもできるため皆に重宝されている。実家は内閣調査室処理課であるためか汚れ仕事も引き受ける。
ドライな一面を有している一方で十勇士の弁当をこさえたりするなど面倒見のよい部分を持ち合わせている。
女に気を許すと寝首を掻かれるとのことから生涯童貞を宣言している。しかし、年相応に興味があるためその手の報酬で仕事を引き受ける事もある。
顔は常に覆われており大部分は見せないが素顔は端麗であり、天神館の中では意外と人気があるという。
宇喜多 秀美（うきた ひでみ）
声：美月
エセ関西弁を使うお金が大好きなハンマー使い。
実力はあるものの金以外を信用せず、金でころころ態度を変えてしまうので仲間内からは信用されていない。
元親同様に頭がキれるのがタチの悪さに拍車をかけている。また、デブ体型である為、所謂デブ専マニアからの人気も高い。
大村 ヨシツグ（おおむら - ）
声：井上和彦
西方十勇士のサイバー担当。石田からは「ヨッシー」と呼ばれている。
病弱でいつもマスクをしているが何の病気かを皆知らない。
実際は石田も超えるほどの実力者で西方十勇士最強の切り札。中国地方に伝わる古流拳法の跡継ぎで東西戦でもその正体を秘匿していた（彼以外の十勇士は全員知っている）。秘匿の理由としては元は暗殺拳だったからとのこと。
おまけに病弱を装っており、襲いかかってきた相手を返り討ちにしている。その強さは李ですら相手にならず、クリスやマルギッテも単体でなら圧倒するほど。館長である鍋島からも「強さの壁を超える、その手前までは来ている」と評価されている。
意外にも相当のオタクであり、モロといい勝負である。またスグルともネット上でも交流がある。パソコンいじりも趣味であり愛用のノートパソコンには様々なカスタマイズを施している。
龍造寺 隆正（りゅうぞうじ たかまさ）
声：松濤エルサ
人気ユニット・エグゾエルのメンバーで西方十勇士の広告塔的存在。
雪広アナウンサーと朝の番組に登場する事が多い。
実家の親はホストクラブ経営者で、自身も暇さえあれば女を口説く為、渾名は「ホスト」。そのため十勇士の事情よりも女生徒の交流を優先しているが、それに伴い女性関係のトラブルを抱えることもしばしば。
花をダーツの如く投擲し、相手の急所を正確に射抜くのが得意だがそもそも戦闘描写がないので実力のほどは不明だが、石田からは「なぜ西方十勇士なのか不思議なほど…」と言われて、本人も「きっちり鍛えている格闘家には勝てる気がしない」と強くないことだけは確かであり、自分が弱いという自覚は持っている。ただし、A3では大和から「強かった男」と表現された。
絶対的な広告塔ともいうべき存在故、仲間を軽視しがちな石田も龍造寺だけには甘い。
鍋島 正（なべしま ただし）
声：内須美斗流
天神館館長を務める鉄心の弟子の一人で元四天王。45歳。誕生日は、3月1日。
達人の域に達した現在は天神館館長として若人らを鍛えている。剛毅な気質と力強さで人を惹きつける。武舞台を担いで持ってくるなど年齢を感じさせない超人級のパワフルな一面も見せる。
天神館の生徒達からは非常に慕われており、その様子はもはや崇拝に近い。

### 梁山泊（S）
真の武士道プランを発動させるために邪魔をするであろう武人らを倒すために中国から派遣された武人。リーダー格はこの3人だが弟子たち108人もかなりの実力を持つ。
またこの108人こと108星はそれぞれ特異な能力を有しており、逆に異能がなければ名前を授かることは出来ない。
林冲（りんちゅう）
声：五行なずな
天雄星を継ぐ者。生真面目な武人でメンバーのまとめ役。本名は范（ファン）。
かなりの実力を持ち、特に槍術に秀で、棒術も強い。が、棒術は史進に譲っている。幼い頃とある理由で親友と共に山奥に入ったところ凄まじい大きさの虎に襲われ自身の目と親友のルオを喪ってしまう。その体験から誰かを守りたいという気持ちが強く、護りたいものがはっきりしている場合真価を発揮する。
しかし、武力とは裏腹に傷つきやすい繊細な心の持ち主で泣きやすい。
元は異能を持たないが故に称号を授かれず我武者羅に努力していくしかなかったが、上記の経験から友の目を移植され、その友人の能力を発動させることができたため林沖の名を授かる。
彼女自身の異能は「異能の継承」であり、ルオから受け継いだ異能は「予知」。数秒先の未来を見通すことが可能であり、それにより回避や攻撃へと繋げていく。
まじこいAにてヒロインに昇格、A-4に登場する。このストーリーでは川神が武芸者達が集まる街と聞き、研究目的のために大陸から来日する。鉄心は喜んで留学を認め、2-Fに加入。大和を見るなり「貴方が気になっている」と大胆発言をし、川神学園に新たな波乱を巻き起こす。
史進（ししん）
声：夏野巳琴
天微星を継ぐ者。荒々しい性格で棒術を得意とする。
いつも暴れたくてウズウズしている武人。潜在能力はかなり高く将来梁山泊を背負ってたつと期待されている。
貧乳がコンプレックスで胸パッドをしているが指摘されても何のことかわかないそぶりを見せるが周りにはバレバレ。
所有している異能は相手の能力を消す「消去」。そのため異能持ち相手には滅法強いが、弓が上手いなど通常の強さに結びつくものは消せず、純粋な戦闘力で戦う必要がある。しかし上記の通り素の戦闘力はかなり高いため特に気にしている様子はなく、作中でも自身の能力を用いてる描写はない。
楊志（ようし）
声：小池こころ
天暗星を継ぐ者。梁山泊一の器用さを持つ武人。
1度でも見た技を完璧にコピーできる「模倣」の異能を持ち、百代の瞬間回復さえ使って見せた。技の質はコピー元と同等かそれ以上。基本的に1対の青龍刀を使った剣術で戦う。
美人のパンツを集めるのが趣味という真性の変態で、臭いを嗅ぐと幸せになるが嗅がないと体調が悪くなり顔を青くする事から「青面獣」と呼ばれている。特に林沖のがお気に入り。
掴みどころのない性格で常に飄々としているが頭はよく、大和からは「意外と学があるため侮れない」と評される。

### その他（S）
古知（こち）
声：不明
川神学園の生徒。
ウスノロと言われているが、巨漢で力持ち。岳人の友人で、いつも力比べしている。
自分を評価してくれた紋白に心打たれて、後に九鬼の従者部隊の一員になる。
鷲見 イネ（わしみ イネ）
九鬼家の従者で序列9位。
関西人の女性であり、時折、紋白が彼女の口調を真似て関西弁で喋る事がある。

## まじこいAより登場

### ヒロイン（A）
基本的に第一作及びまじこいSでサブキャラクターだった者がヒロインに昇格している（紋白、燕、マルギッテはSのアフターストーリーとなる）。

A-1：武蔵坊弁慶、忍足あずみ、黛沙也佳

A-2：葉桜清楚、九鬼紋白（Sアフター）、クッキー4IS

A-3：李 静初、ステイシー、松永燕（Sアフター）

A-4：大友焔、林冲

A-5：源義経、橘天衣、マルギッテ（Sアフター）
クッキー4IS（くっきー4あいえす）
声：天井みかん
クッキーの進化系として設計されたIS(アイデアル・サポート)シリーズの4号機。ゲーム内での表記およびあだ名は「アイエス」。
クッキー第4形態をベースとしている為、見た目は年頃の少女そのもの。さらにクッキーと違い変形機構がなく、普通に食事をし睡眠をするなど限りなく人間に近くなっている。なお睡眠中に充電をしている。
家事などなんでもそつなくこなし、口が悪く怒りっぽいうえに自尊心が高く、好戦的とロボらしからぬ性格。
バトル時には体についている武器で戦う。銃には実弾が入っているが奉仕ロボなので殺傷能力はない。また独自の武器として「クッキーガンバレル」という有線式の鉄砲を装備しており、これを相手に向かって射出し遠隔操作し本体の銃と同時に使用して戦う。

### サブキャラクター（A）
黛 大成（まゆずみ たいせい）
声：丸永家美善
由紀江、沙也佳の父親であり、国から帯刀許可を得ている剣聖にして人間国宝。
普段は温和な性格であるが、反面嘘など不誠実なことにはとても厳しい高潔な人物。
手先が器用であり、松風の作者でもある。一方で、機械全般が全くの苦手で、リモコンでテレビをつける事さえ｢私は手品師じゃないどと拒絶する。
過去作でも名前は出ていたが、A-1で正式登場するに当たり正式に立ち絵と声優が割り当てられた。意外にも美丈夫。
魚沼さん（うおぬまさん）
声：金太郎
九鬼財閥関係者の住む九鬼ビルから程近い場所にあるバーのバーテンダー。
落ち着いた性格で、大抵の事には動じずバーに訪れた客の悩みを聞くなど面倒見がよいため、客からの人気も高い。
過去にいろいろあったらしく、眼帯をしている。迷惑な客を一撃で倒すほどの実力をもつため、「バーに働き用心棒としてきた弁慶はいらないのでは？」と思われもした。
風魔長老（ふうまちょうろう）
声：新山慧
あずみの出身地である風魔の里の長老。
Sの一部ルートでも声だけ登場していたが、A-1で正式な立ち絵と新たに声優が割り当てられた。
里で忍者を育成し、企業や国に派遣という人材育成・派遣を生業にしている。
相手の体を触ることでその人の才能を知ることができるという特技がある。
有能な人間にはとりあえず恩を売っておく主義らしく、あずみルートでは大和に見所があるといい、色々と便宜を図ってくれる。
80歳を超えながら下心は衰えず、大和にのぞきをけしかけさせたりもした。
李並に寒いギャグを言う癖がある。
武蔵 文太（むさし ぶんた）
声：紀之
小杉の親戚であり、武蔵家分家の生まれの男。川神学園をSクラスで卒業したOB。大和の母とは幼馴染。また、鍋島とは遠縁の親戚にあたり「おじさん」と呼んでいる。
小杉の口癖が「プレミアム」であるのに対し、「ミレニアム」や「ファーストクラス」といった単語をよく口にする。
津軽 海経（つがる うみのり）
声：森功至
九鬼に雇われている科学者。穏やかな性格だが情熱や責任感を持ち、自分の製作したロボットに愛情を持っている。
ISシリーズの製作者であり、クッキー4ISからすれば父親的存在。
大和の父親とは親友同士であり、大和が昔遊んでいたオモチャのいくつかも彼が作ったものらしい。そのため大和とは幼いながらも面識がある。
九鬼 帝（くき みかど）
声：秋山樹
九鬼家当主であり、元々有力な財閥だった九鬼家を世界最高と呼ばれるほどに成長させた風雲児。Sから登場しており、立ち絵はAで追加された。
アウトローな子供時代を過ごして周囲を悲観させるが、成長するにつれて才能を次々と開花させた大器晩成型の男。
自分がやりたいようにやって、皆が楽しければそれでいい、が行動原理であり、常に前線で指揮を取り、新しいものは次々と取り入れる事で革新を繰り返しつつ時代を駆け抜けている。
失敗や敗北も多いが底力も強く、負けられない局面では必ず勝利している。
徹底した実力主義であり、過去にキズがあろうとも有能であれば積極的に採用する。
世界中を毎日飛び回る為、捕捉困難。世界中の首脳陣とは互いに好き放題意見をぶつけ合う喧嘩友達。
かつて、ふとした事で妻以外の女と浮気して紋白を生ませてしまい修羅場となったが、結局妻である局に許されている。
餅と焼酎、新しい物事が大好き。
ゾズマ・ベルフェゴール
声：小山力也
九鬼家従者部隊所属で序列は4位。ドレッドヘアーの黒人。中東出身。
高い序列にいるだけあって、総合的な力を持ち、その中でも武力に秀でる。
実は既婚者であり、妻を溺愛する愛妻家である半面、妻以外の者にはシニカルな態度を取る為、「皮肉屋のゾスマ」の渾名で若い者達からヒュームと共に恐れられている（因みにヒュームは「高圧的なヒューム」と呼ばれる）。
足技と火薬による爆破戦法が得意で、危険物取り扱いの特技も持っている。
主にアフリカの開発に力を入れているものの、日本にも時折顔を出しに来ている。
妻の作るサンドイッチが大好物。
高い戦闘能力を持つ彼だが本人曰く昔は弱かったらしく、戦場で持ち芸であった死んだフリをすることで命を繋いだ。その経験から「世界死んだフリ大会」なるものを開催して支援している。
クッキー108IS
声：千葉繁
ISシリーズの内の一機で第108形態をベースとした球体状の機体。本来の一人称は「僕」。
本体自体の戦闘能力は皆無だが、他の機体が行動不能となった際の回収するために他の機体を取り込む能力を持つ。取り込んだ際はその機体の形などが身体中に現れる他、取り込んだ機体の装備や能力も自在に行使できる。
争いを好まない穏やかな性格だがA-2では何者かによって暴走を促され、他のISシリーズの機体を取り込んでいく。最終的には他を圧倒する巨大ロボットの姿にまで変形し、その実力は壁を超える者として数えられた。
シェイラ・コロンボ
声：遥そら
九鬼家従者部隊の一人で序列184位。元傭兵の女性でステイシーとは戦場で因縁がある（本人曰く背中をナイフでざっくりやられたとのこと）。ブラジル出身。
異名は「毒蜘蛛」で体内に200種類以上の毒を持っており、皮膚から分泌して毒の粘膜を作る、毒の飛沫を飛ばす、体内で調合して新種の毒や血清を作る、毒を的確に見抜くなど毒に関するスペシャリスト。
毒自体も極めて強力で幻覚を見させたりすることや果ては死に至る毒も作れる。だが、従者部隊に入るに辺り毒を悪用しないよう念を押されている。
一人称は「シェイラちゃん」で、目立つことが大好き。ネットに自身が歌って踊っている動画を投稿しては常にランキング一位を獲得している。
陽気な性格だが気に入らない相手には内心で毒を吐くなど苛烈な一面を持つ。一方で家族のことは大切にしているなど優しい部分も持ち合わせている。
百足（むかで）
声：犬飼善之介
李の元同僚で現役の殺し屋。一見無害そうな外見を巧みに利用し、標的に警戒心を立たせることなく近寄った上でナイフで心臓を一刺しするという暗殺方法を得意とする。
言動は飄々としているが一方で自身が殺し屋という闇から抜け出せないことを自覚している。
李の育て親とは親友の間柄であり、李も幼い頃は良く遊んでもらっていた。そのため李に対しての思いいれは強く、何度も殺し屋に戻るよう勧誘してくる。
松永 ミサゴ（まつなが ミサゴ）
声：進藤尚美
燕の母親で現役のボディーガード。外見も性格も燕に似ており計算高い一面を窺わせる。年齢は40歳以上で咲より5歳以上離れている。血液型は、A型。
久信とは拝み倒されて結婚したが、彼が株で失敗したために呆れ、家を出る。
いかなる状況においても自分の感情を優先し、わがままを突き通すことを信条としており、強気な性格も相まって非常に面倒な人物。
チェ・ドミンゲス
声：ロバート小谷
九鬼家従者部隊の一人で若手でありながら凄まじい戦闘能力を有しているために若手の中でも最高の序列11位の座に就いている。
寡黙で強い相手との戦闘を求めている。従者達とのコミュニケーションを余り取っていないらしい。
昔は故郷の地下街で用心棒をしていた。そのため身体中には幾つもの生傷を抱えているという。その最中ヒュームに破れ、スカウトされた。
戦闘方法は指で引き裂く、胃液で溶かす、何でも丸呑みする、頭突きなど優雅さには欠けるが破壊力抜群の技で相手を屠る。
史文恭（しぶんきょう）
声：鈴蘭
梁山泊の敵対組織である曹一族の師範代であり切り札と呼ばれている存在。
露出の多い派手な格好に巨大な金棒と粗暴な印象を与えるが任務では常に先を見据えるなど冷静である。
林沖とは任務上何度も顔を合わせている。凄まじい動体視力の持ち主で些細な筋肉の動きから敵の動きを読み取る、といった能力を持っている。
趣味は読書で何十冊の本をあっという間に読んでしまう。
最上 旭（もがみ あき）
声：三代眞子
川神学園の三年生であり、評議会議長。そしてその正体は最上幽斎が独自に生み出した木曽義仲のクローンである。
木曽山中で育ち、成績優秀で常に学年一位をキープするほどの頭脳と壁を超えた者としての強さを併せ持ち、武器は腰に提げている刀で名前は『微塵丸』。それだけのスペックを持ちながら今まで表沙汰にならなかったのは存在感を周囲に与えないように立ち振る舞う技術を持っていたからである。
お淑やかな性格であるがノリのいい一面も持っており、相手に合わせて行動できる。こうした一面が評議会議長として強い尊敬を集めているが一方で官能小説を好んだり、状況によっては学校の廊下を走るなどのお茶目な部分や携帯電話などの機械類を上手く扱えないといった意外な一面を持っている。
最上 幽斎（もがみ ゆうさい）
声：平井達矢
やり手の企業家。従者部隊の一員ではないが九鬼とも深い関わりを持ち、帝やヒューム相手でも一切臆さない胆力や行動力を備えている。
世界中を旅していた際に周りの人間が優しく接してくれたことから世界中の人々に対して「愛」を以て接するようになる。
だがその価値観は常人の視点から外れており、大和の父親である直江景清でさえ「危険な人物」、「話が通じない」と言わしめるほどである。その愛は常軌を逸しており、他人に「試練」と評しては様々な困難な状況を与えていくが自身はそれに何の疑問も抱かないどころか本気で善行をしていると思っている。
結婚もしているが一人娘の旭は上記の通り独自に生み出したクローンであり愛情を持って接している反面、とある計画を実行に移すべく様々な行動を起こす。
かつて中東で熱病にかかった際、治った後に、共感覚の一種として、魂の匂いを感じる力を後天的に会得した。また今まで超人たちの動きを目にしてきたため、大和と同じように高い回避能力も持つ。

### 梁山泊（A）
武松（ぶしょう）
声：AIRI
梁山泊の一人で天傷星を継ぐ者。口数が少なくクールな印象を与えているが、実はかなりの熱血タイプ。本名はスン・リー。
最初は劉唐を襲名するべく修行していたが、ルオの敵討ちで虎を焼き殺し、まるで武松の伝説に倣った姿を見せた彼女はその名を継ぐこととなった。
素手での戦闘ができ、異能は火炎使い。武器を使用しないため警備が厳重な潜入の時は重宝される。
甘いものが大好きでよく食べている。公孫勝から懐かれている。林冲とも仲が良い。
公孫勝（こうそんしょう）
声：秋山ななほ
梁山泊の一人で天間星を継ぐ者。体格は小さく、他のメンバーと違って自身の体力は低い。本名はユアン。
自分のことを「天才」と言ってのけるが漫画やゲームが好き、外に出たがらずサボり癖もあるなどぐうたらな面も目立ち、そのため仲間内から「ニート」と呼ばれることもあるが周りから（特に武松）は甘やかされている。
上記のように基本的に不真面目な点が多く見受けられるが彼女の異能は「憑依」であり、無機物から人まで自身の意識を憑依させ、操らせることが出来る。この能力を使用すると自身の体力も大きく消耗するらしい。

### 猟犬部隊
フィーネ・ベルクマン
声：土田茉那美
猟犬部隊の副長で情報分析担当。主な武器は剣術。観察力に長けており、かけている眼鏡に備わっている解析装置により僅かな筋肉の機微で相手の次の一手を予測したり隠している武器を分析するなど部隊の頭脳として活躍している。
見た目通りのキャリアウーマンであり、仕事一筋。プライベートもかなり質素。
マルギッテとは成績を争ったライバル同士でもあり、親友同士。プライベート上では彼女のことを「マル」と呼んでいる。
リザ・ブリンカー
声：優記
猟犬部隊に所属している女性。日本の忍者に憧れており、そのため分身や糸の技などの搦め手や身軽さを売りとしている。メインウェポンはダガー。
マルギッテの親友の一人でもある。過去、優秀な成績で警察の一員として働いていたが、ガサツな性格が災いして上司と争ってしまい、首にされたところマルギッテからスカウトの話を持ち掛けられ、そのために勝負を嗾けたのが馴れ初め。
以降自身の破天荒な性格を遺憾なく発揮してくれるマルギッテに恩義と友情を感じていった。
仕事はきっちりこなす反面ズボラな一面もあり、ギャンブルに熱中しているという危ない一面も持つ。大抵はギャンブルに失敗しているのでその度にマルギッテのお世話になっている。
コジマ・ロルバッハ
声：沢澤砂羽
猟犬部隊でのアタッカー担当。非常に小柄だが凄まじい腕力を持ち拳を突き出しただけで一気に相手を吹き飛ばせるほどの風圧を起こせる。
それに伴いかなりの大食い。しかも戦闘では発射された銃弾を食べることまでしてしまう。また温泉に入ることが趣味であり、気に入った友人を温泉に誘う癖を持つ。
過去、親と離れていた時期がありその際に両親に会いたいと教会で祈りを続けていた所、本当に両親と接触が取れた。そのため「神様はちゃんと見てくれている」という感謝の元、毎日祈りを捧げることを日課としている。
天真爛漫かつ豪快な性格。また余り勉学は得意でない模様。
テルマ・ミュラー
声：森田六未（鎧無し）/小次郎（鎧時）
猟犬部隊に所属する軍人で家がザールラント州の製鉄業者である防衛のスペシャリスト。
機械仕掛けの鎧を常に身に纏っており、その巨体と堅牢さを生かしての戦闘を得意とする。またこの鎧に装備されている機械は彼女手ずから改造、搭載したもの。（鎧時の音声は機械を通しての変声）。
几帳面で仲間思いであるが一方で男嫌いかつ潔癖症。そのため女性として完璧な美しさと能力を持つマルギッテに心酔を通り越して恋愛感情まで抱いている。
その思いの余りマルギッテルートでは交際している大和を認めないと敵意をむき出しにしている。
ジークルーン・コールシュライバー
声：豊凧流沙
猟犬部隊での医療担当。あらゆる怪我をも完治させてしまえる腕前を持っている。ただしその手腕を発揮できるのはあくまで外傷的な治療のみであり、病気などは別の医療班がサポートに回っている。
身長180センチと高く他人から恐怖を覚えられることも少なくないが彼女自身は極めて温厚。そのため虐められていた過去があったが、偶然マルギッテの部下の治療に携わったことがきっかけで入隊し、居場所を与えてくれた猟犬部隊には強い恩義を感じている。

### その他（A）
主に立ち絵の無いキャラクターを紹介する。
ティンカオ
声：不明
九鬼に入った大和の部下になる少女。
インドネシア津波で家族と記憶を失い、九鬼に保護される。天性の運動神経を活かして格闘技をマスターして、九鬼の従者部隊に入る。
大和との初対面はしおらしかったが、仲良くなるにつれて陽気になってお調子者の面も出てくる。大和の事を師匠と呼ぶ。
実は『君が主で執事が俺で』のヒロイン、南斗星（セーンムアン）の妹であり、記憶を取り戻した後に再会出来た。
ロビン
九鬼に入った大和の部下になる少女。
天下五弓の一人になるほどの弓の達人。
北畠（きたばたけ）
声：不明
川神学園剣道部主将を務める少女。2-A所属。
戦国時代から続く剣豪の家系。
クッキー2IS
声：不明
クッキーISシリーズの2号機。
ISシリーズの中で最高クラスの戦闘能力を誇る。アイエスルートでは山中でブレードの素振りによる鍛錬をしていた。
クッキー6IS
声：不明
クッキーISシリーズの6号機。
第6形態をベースとしており、武人で高潔な性格をしている。掘削がメインの形態で、未開の地を切り開く時に重宝する。
真菰刈（まこもかり）という秘技があり、ドリルから風圧を発生させる。他に火炎放射器や釘打ち機も持つ。
クッキー61IS / クッキー62IS
声：不明
クッキーISシリーズの61号機と62号機の双子機体。
子供の保育を目的としており、思慮深い性格。
クッキー70IS
クッキーISシリーズの70号機。海底探査用を目的としている。
40メートルの巨体で頑健で体力にも自信があり、肉弾戦において破壊力ならどの形態にも負けない自負を持つ。
蛇（へび）
声：不明
李の育ての親である殺し屋。捨てられていた赤子を拾って李静初と名付けた。故人。
自宅で襲撃を受けた際、李が襲撃者の一人を殺した事がきっかけで李を暗殺者に育て上げる事を決める。
その後、ある任務に行った後、二度と帰ってこなかった。
外見はゲーム中では出てこないが、タカヒロの脳内イメージでは『アラクニド』に出てくる「蜘蛛」との事。
ティナ
声：不明
九鬼家の従者で序列32位。揚羽や紋白のヘアメイクやボディケアを担当する女性。
人体を知り尽くしており、体を治す事にも壊す事にも長けている。その戦闘技術はステイシーよりも上。
ラウル
声：不明
九鬼家の従者で序列900位。28歳の長身細見で眼鏡を愛用する男。
元は中央アジアの起業家で会社を九鬼に吸収された時、社員にスカウトされるが、自分がMである事をカミングアウトして従者を希望した。
思い込みの究極系で自分に暗示をかけるのが得意。その際、自分の口から言葉を出す事をスイッチとしている。自分にしか効果がない暗示だが、その分、効果は強い。
ドキュー・レジュメ
声：不明
九鬼家の従者で序列783位。軽薄な男で生意気でセコく、頭は良いが戦闘タイプではない。
紋白の専属従者を目指していたが、先に専属従者になった大和を敵視している。
序列争奪戦で大和と戦う事になり、大和を挑発して武器なしの戦闘に持ち込んだが、大和を舐めてかかった結果、敗北した。
花芽 怜音（はなめ れおん）
声：不明
川神学園の1-Sに所属する学生で紋白のクラスメイト。オカマであり、料理が得意。第二作のSから登場していたが、名前が判明したのはA-3。
ステイシールートにおける三年後の未来では九鬼従者部隊に入っており、序列は974位。
骨や関節が特殊な作りをしており、体を少し伸ばす事が出来る。そのため、パンチやキックの射程距離は長く、腕を鞭のように使う事も出来る。また、拘束されても関節をぐねぐねと外して抜け出せる。
ミシェール・モンタリオ
声：不明
川神院の修行僧で鞭の使い手。性格は濃いが実力者の一人。A-4で登場。
川神花の花粉を蒔いて相手を痺れさせるといったトリッキーな戦法も使う。
ルオ
声：不明
林冲と武松の幼少期の頃の親友。故人。数秒後の未来を見る「予知」の異能を持っていた。
本来、彼女が「林冲」の名を受け継ぐ予定だったが、ファン（後の林冲）と共に虎に襲われて死亡。
頭部は無事だったので彼女の眼がファンに移植され、結果、「予知」の力が彼女に宿った。
仇の虎はスン（後の武松）の炎によって、焼き尽くされた。
黄信（こうしん）
声：不明
梁山泊の一人で地煞星を継ぐ者。負けん気が強くて林冲にライバル意識を持つ。
所持する異能は「成長」。一定時間、己の潜在能力を引き出すが疲労と反動のデメリットがある。
焦挺（しょうてい）
声：不明
梁山泊の一人で地悪星を継ぐ者。頑張り屋で泥臭い性格。
所持する異能は「加重」。自分の重さを自由に調整できる。ただし元の体重より減らす事はできない。
施恩（しおん）
声：不明
梁山泊の一人で地伏星を継ぐ者。美少女だがグイグイいく性格。
所持する異能は「御恩」。施恩にもてなされた者は施恩に攻撃できなくなる。
花栄（かえい）
梁山泊の一人で天英星を継ぐ者。天下五弓の一人。
ルートによっては、ある人物がその名を受け継ぐ事になる。
源 大器（みなもと たいき）
声：不明
義経、弁慶、与一、清楚らクローン組の養父。歴史学者。
九鬼から義経達を預かり、小笠原諸島で育てた。
源 昌子（みなもと まさこ）
声：不明
クローン組の養母。大器の妻。